# Luz-Saint-Sauveur
Pour les articles homonymes, voir Luz.
Luz-Saint-Sauveur [lys sɛ̃ sovœʁ] est une commune française du département des Hautes-Pyrénées, en région Occitanie. Longtemps dénommée simplement Luz, la ville a pris son nom actuel de Luz-Saint-Sauveur le 9 avril 1962. Ses habitants se nomment les Luzéens. Sur le plan historique et culturel, la commune est dans la province du Lavedan, partie sud-occidentale de la Bigorre et constituée d'un ensemble de sept vallées en amont de la ville de Lourdes.
Exposée à un climat de montagne, elle est drainée par le gave de Pau, le Bastan, le ruisseau de Bat Barrada, Gave de Cestrède, le ruisseau de l'Yse et par divers autres petits cours d'eau. Incluse dans le Parc national des Pyrénées, la commune possède un patrimoine naturel remarquable : deux sites Natura 2000 (le « pic Long Campbielh » et le « Néouvielle ») et onze zones naturelles d'intérêt écologique, faunistique et floristique.
Luz-Saint-Sauveur est une commune rurale qui compte 914 habitants en 2022, après avoir connu un pic de population de 2 678 habitants en 1836. Elle est dans l'unité urbaine de Luz-Saint-Sauveur. Ses habitants sont appelés les Luzéens ou  Luzéennes.

## Géographie

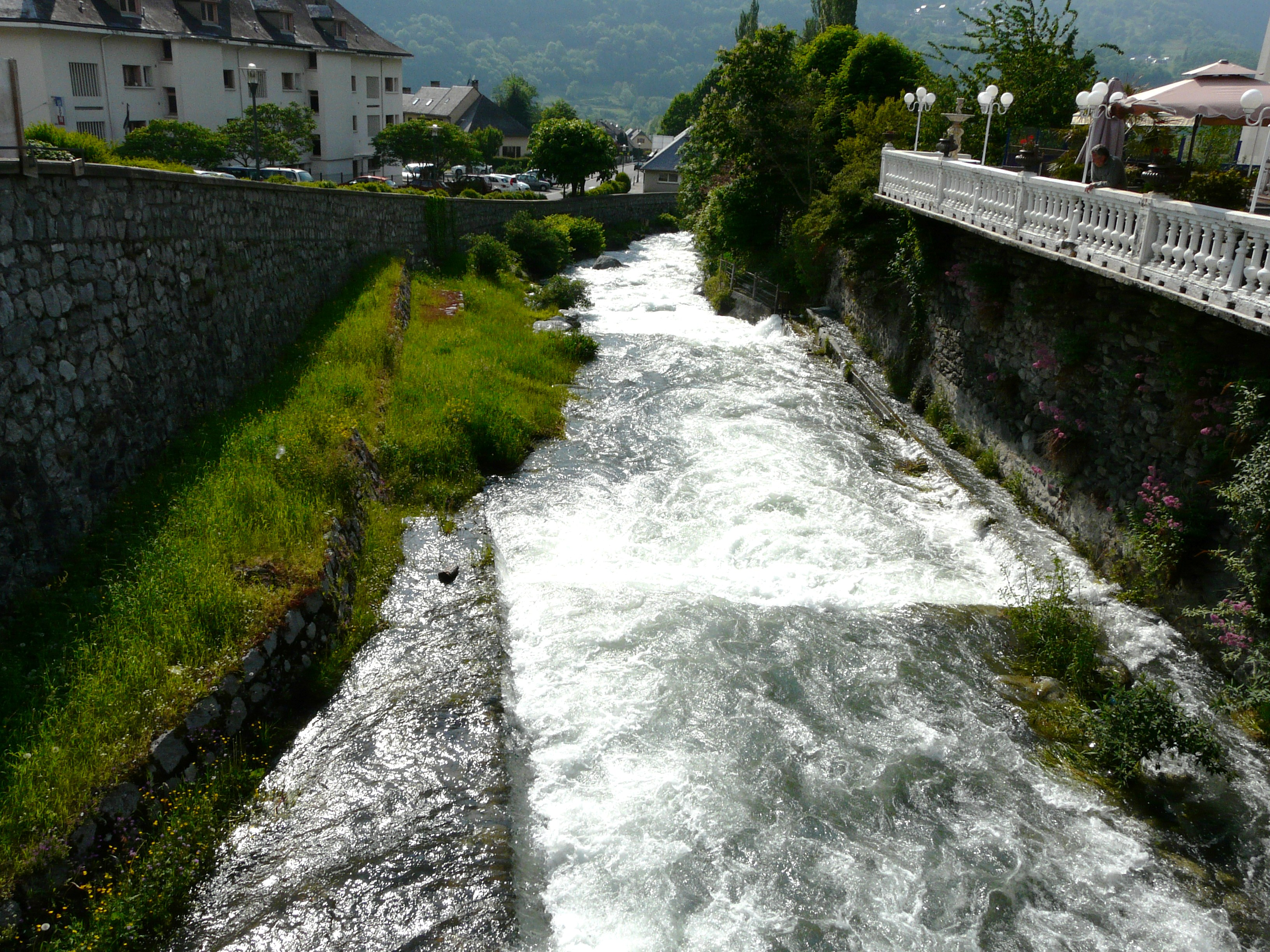
Le Bastan en limite de Luz-Saint-Sauveur et d'Esquièze-Sère.

Commune située dans les Pyrénées (Hautes-Pyrénées).
Elle est traversée par le méridien de Greenwich.

### Hameaux de la commune
Luz et Villenave ont été réunies en 1823 et agrandies des hameaux d’Ayrues dépendant de Sassis, de Sia et de Trimbareilles dépendant de Sazos, de Saussa et de Héas, dépendant d'Esquièze. Autre hameau de la commune : les Astès. La station thermale de Saint-Sauveur constitue aussi un quartier distinct.

### Communes limitrophes
Luz-Saint-Sauveur est limitrophe de dix autres communes.

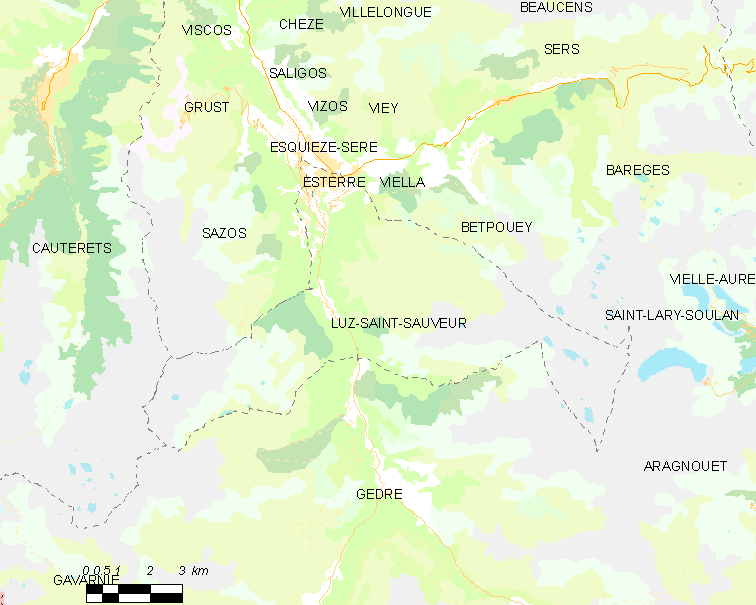
Carte de la commune de Luz-Saint-Sauveur et des proches communes.

| Sassis    | Esquièze-Sère     | Esterre, Viella    |
| Sazos     | Luz-Saint-Sauveur | Betpouey           |
| Cauterets | Gavarnie-Gèdre    | Barèges, Aragnouet |

### Hydrographie
Luz-Saint-Sauveur est traversée par le gave de Gavarnie (autre nom du gave de Pau) et le Bastan qui se rejoignent au nord-ouest du village.
Luz s'est bâtie sur le cône de déjections morainiques du torrent de l'Yse, qui rejoint le Bastan au niveau de la ville.
Le Bugarret, affluent droit du gave de Gavarnie, prend sa source sur la commune.
De tout temps, l'histoire de la ville (et des villages environnants) a été marquée par des inondations destructrices mais sans perte humaine, qui grâce aux travaux successifs entrepris en amont (digue sur la rive gauche du Bastan décidée en 1905, barrages) sont aujourd'hui relativement maîtrisées :
- juin 2013 : à la suite de fortes pluies, des inondations catastrophiques ont causé des dégâts considérables, dont des maisons emportées[4] ;

- octobre 1937 : grande crue de 30 m3/s du Bastan provoquée par de fortes chutes de neige prématurées, sur laquelle tombe une énorme quantité d'eau, adoucie par un vent du sud particulièrement saharien. Le gave de Gavarnie déborde également et provoque de sérieux dégâts à l'usine hydroélectrique de Luz ;
- juillet 1897 : deux jours de pluie continue sur les neiges encore présentes sur les hauteurs provoquent la fonte rapide de ces dernières. Une crue exceptionnelle s'ensuit, le Bastan roulant d'énormes blocs de pierre. La route Barèges-Luz est emportée sur plusieurs kilomètres, ainsi que la conduite d'eau des thermes de Barzun, qui alimentait le nouvel établissement thermal situé au centre de Luz ; celui-ci ne sera jamais plus utilisé et bientôt détruit ;
- 1788 : une digue naturelle à Héas cède sous la pression des eaux ; l'énorme vague formée par les flots du lac dévale sur Luz : le pont de Saint-Sauveur est emporté, beaucoup de dégâts sont constatés dans les propriétés riveraines, la plupart des ponts en aval sont fortement endommagés ;
- 20 et 21 juin 1765 ;
- 18 décembre 1765 ;
- 4 juin 1762 : crue du Bastan, provoquée par le débordement du lac d'Oncet (avalanches cassant la glace épaisse qui le recouvrait) ;
- septembre 1751 : grande crue qui emporte le pont de Pescadère, construit en 1736 ;
- 2 juillet 1678 : des pluies torrentielles font enfler le Bastan dans des proportions telles qu'il sort de son lit et en ravage les rives jusqu'à Luz.

### Sismologie
Toute la vallée de Luz (et plus largement l'ensemble des Pyrénées) se situe dans une zone fortement sensible aux tremblements de terre, dont le plus terrible (intensité MSK=VIII-IX) a été ressenti le 21 juin 1660 dans une zone comprise entre Saint-Savin, Bagnères-de-Bigorre et Luz et a occasionné de gros dégâts dans la région, une douzaine de victimes ainsi qu'un certain nombre de changements naturels (chaos, nouveaux lacs naturels) en montagne. D'une expansion de plus de quatre cents kilomètres, il a ainsi pu être perçu jusqu'en Vendée où Louis XIV et Marie-Thérèse d'Autriche dont l’union venait d’être célébrée ont été les témoins.
Plusieurs fois par an, de petits tremblements de terre dont l'épicentre est plus lointain se font ressentir : leur magnitude est en général comprise entre 2 et 2,5 avec cependant quelques séismes plus rares approchant une magnitude de 5 sur l'échelle de Richter. Ainsi, un tremblement de terre de magnitude 4,9, dont l'épicentre était très proche de Luz (latitude 43°02'10 N et longitude 0°1'30 E) s'est produit le 17 novembre 2006 à 19 h 19 (18 h 19 TU) sans causer de dégât à Luz. Un autre tremblement de terre a été enregistré le 1er avril 2010, avec une magnitude de 4,3 sur l'échelle de Richter et un épicentre au sud-est de Tarbes (latitude 43,01 N et longitude 0,31 E).

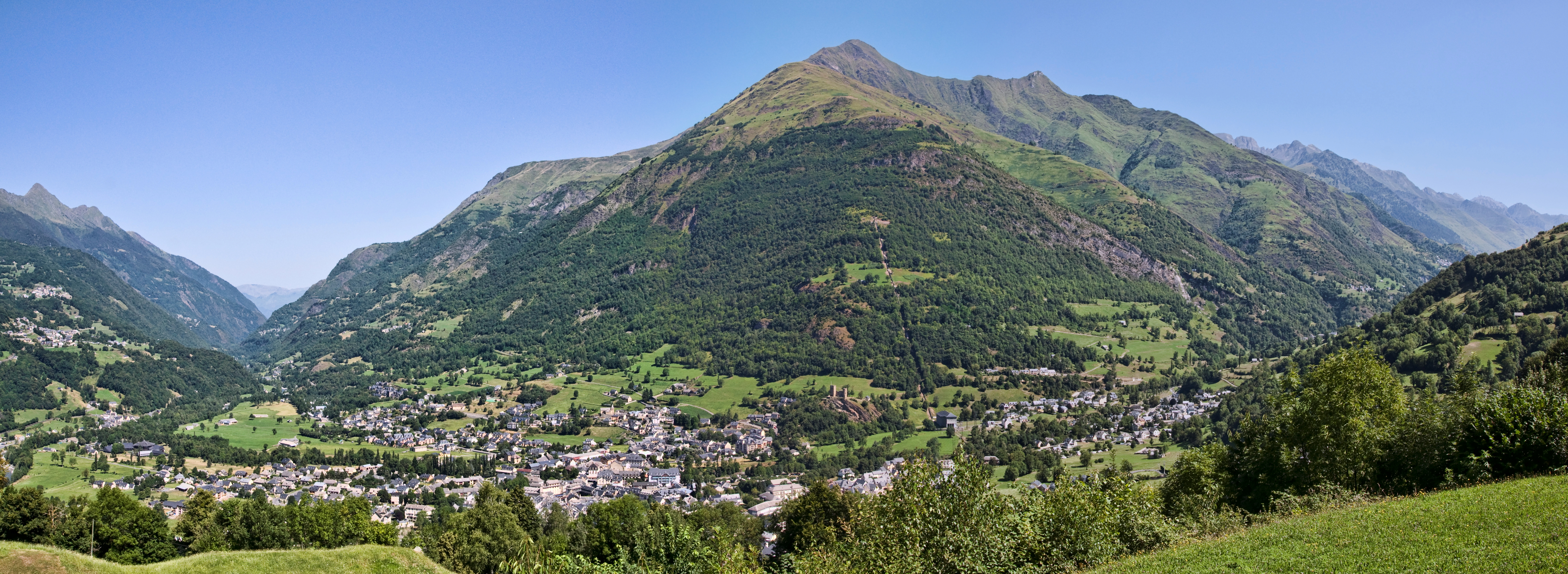
Panorama de Luz-Saint-Sauveur.

### Climat
Le climat qui caractérise la commune est qualifié, en 2010, de « climat de montagne », selon la typologie des climats de la France qui compte alors huit grands types de climats en métropole. En 2020, la commune ressort du même type de climat dans la classification établie par Météo-France, qui ne compte désormais, en première approche, que cinq grands types de climats en métropole. Pour ce type de climat, la température décroît rapidement en fonction de l'altitude. On observe une nébulosité minimale en hiver et maximale en été. Les vents et les précipitations varient notablement selon le lieu.
Les paramètres climatiques qui ont permis d’établir la typologie de 2010 comportent six variables pour les températures et huit pour les précipitations, dont les valeurs correspondent à la normale 1971-2000. Les sept principales variables caractérisant la commune sont présentées dans l'encadré ci-après.
| Paramètres climatiques communaux sur la période 1971-2000 - Moyenne annuelle de température : 10,6 °C - Nombre de jours avec une température inférieure à −5 °C : 5,1 j - Nombre de jours avec une température supérieure à 30 °C : 3,6 j - Amplitude thermique annuelle : 14,5 °C - Cumuls annuels de précipitation : 1 187 mm - Nombre de jours de précipitation en janvier : 11,1 j - Nombre de jours de précipitation en juillet : 9,4 j |

Avec le changement climatique, ces variables ont évolué. Une étude réalisée en 2014 par la Direction générale de l'Énergie et du Climat complétée par des études régionales prévoit en effet que la  température moyenne devrait croître et la pluviométrie moyenne baisser, avec toutefois de fortes variations régionales. Ces changements peuvent être constatés sur la station météorologique de Météo-France la plus proche, « Barèges Ville », sur la commune de Barèges, mise en service en 1944 et qui se trouve à 6 km à vol d'oiseau,, où la température moyenne annuelle est de 8,9 °C et la hauteur de précipitations de 1 235,3 mm pour la période 1981-2010.
Sur la station météorologique historique la plus proche, « Tarbes-Lourdes-Pyrénées », sur la commune d'Ossun,  mise en service en 1946 et à 35 km, la température moyenne annuelle évolue de 12,2 °C pour la période 1971-2000, à 12,6 °C pour 1981-2010, puis à 12,9 °C pour 1991-2020.

## Urbanisme

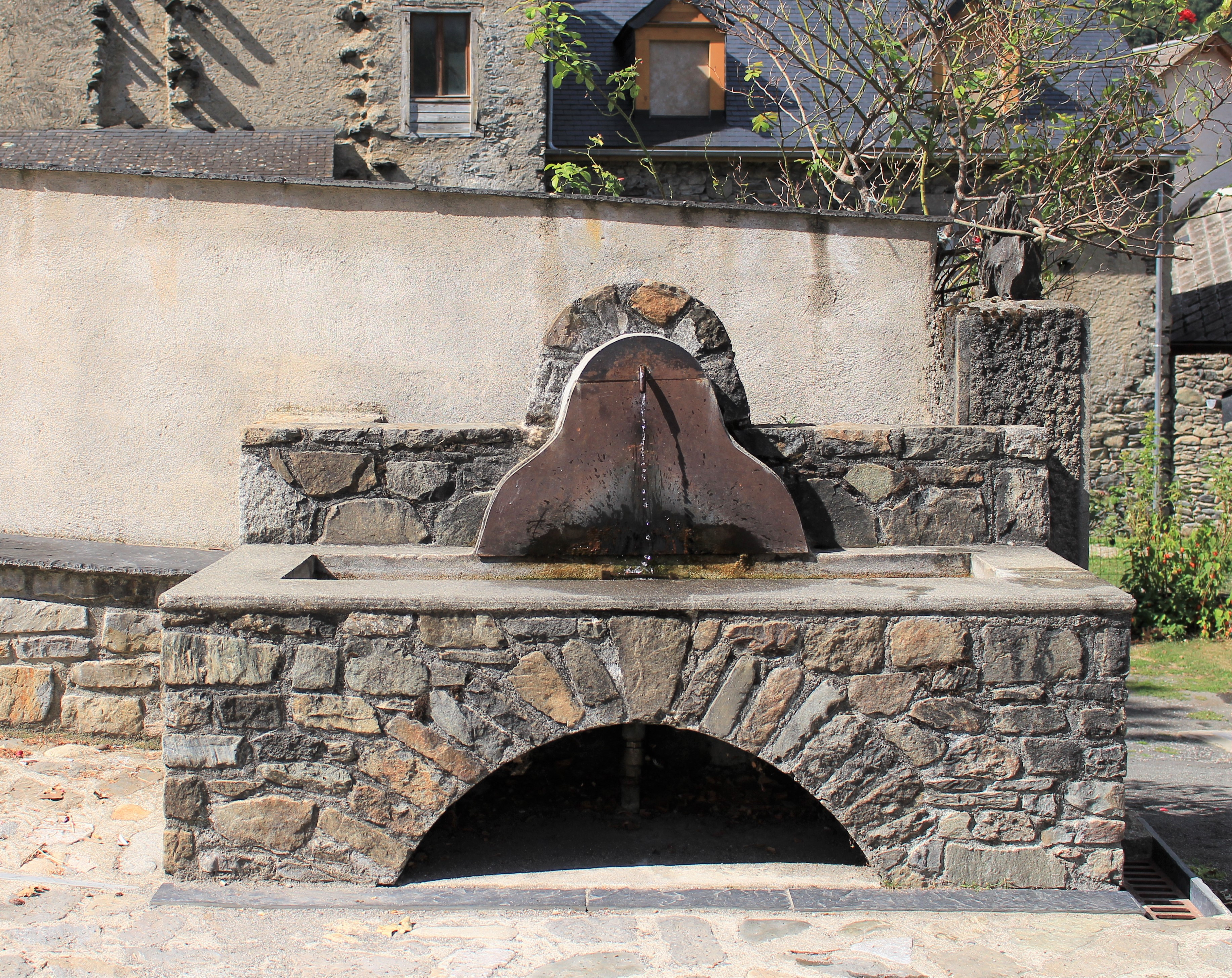
Une fontaine.

### Typologie
Au 1er janvier 2024, Luz-Saint-Sauveur est catégorisée bourg rural, selon la nouvelle grille communale de densité à sept niveaux définie par l'Insee en 2022.
Elle appartient à l'unité urbaine de Luz-Saint-Sauveur, une agglomération intra-départementale regroupant douze  communes, dont elle est ville-centre,,. La commune est en outre hors attraction des villes,.

### Occupation des sols
L'occupation des sols de la commune, telle qu'elle ressort de la base de données européenne d’occupation biophysique des sols Corine Land Cover (CLC), est marquée par l'importance des forêts et milieux semi-naturels (95,8 % en 2018), en augmentation par rapport à 1990 (94,5 %). La répartition détaillée en 2018 est la suivante : 
espaces ouverts, sans ou avec peu de végétation (44,8 %), milieux à végétation arbustive et/ou herbacée (30,8 %), forêts (20,3 %), zones agricoles hétérogènes (1,7 %), zones urbanisées (1,4 %), prairies (1,1 %).
L'IGN met par ailleurs à disposition un outil en ligne permettant de comparer l’évolution dans le temps de l’occupation des sols de la commune (ou de territoires à des échelles différentes). Plusieurs époques sont accessibles sous forme de cartes ou photos aériennes : la carte de Cassini (XVIIIe siècle), la carte d'état-major (1820-1866) et la période actuelle (1950 à aujourd'hui).

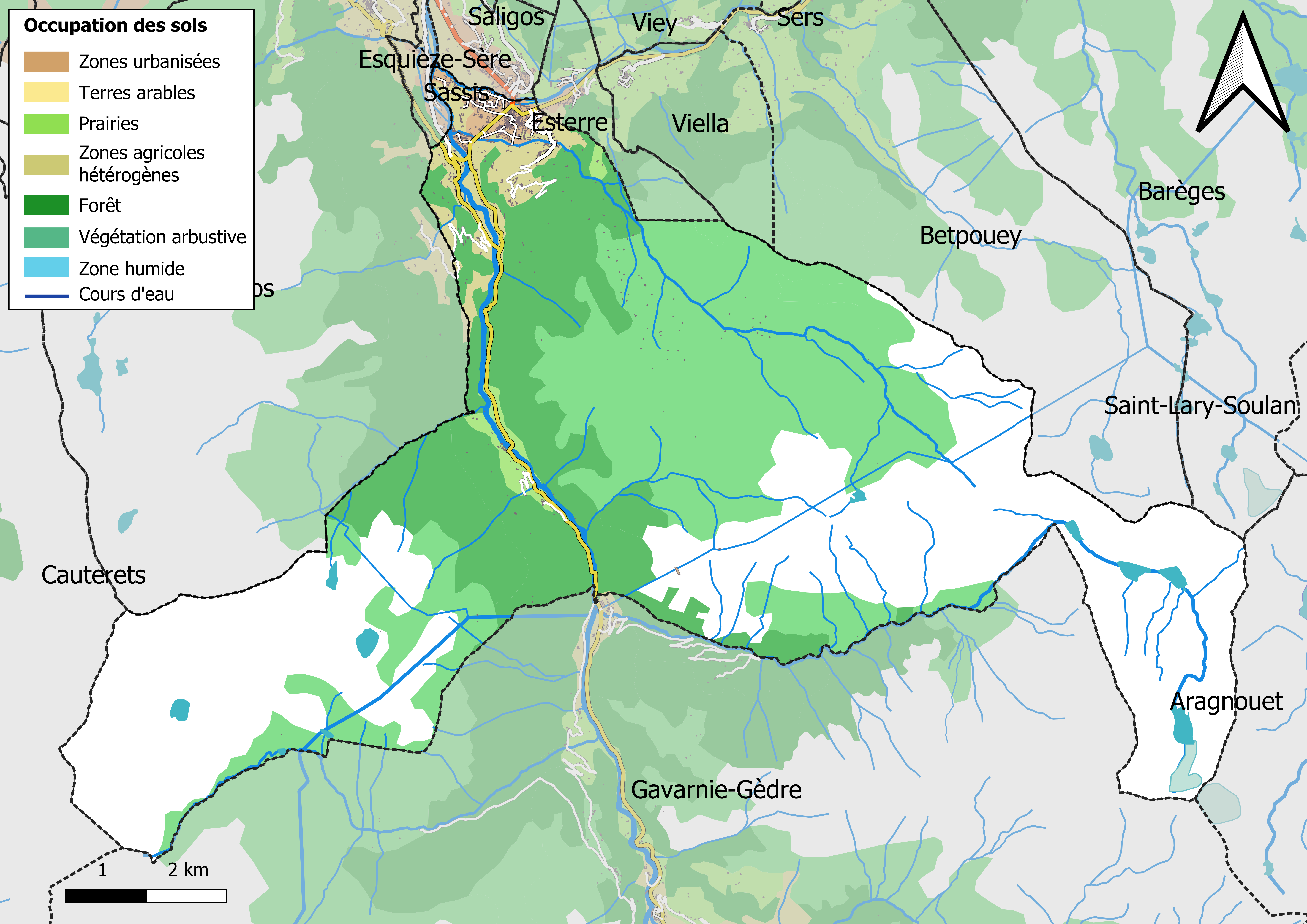
Carte des infrastructures et de l'occupation des sols en 2018 (CLC) de la commune.
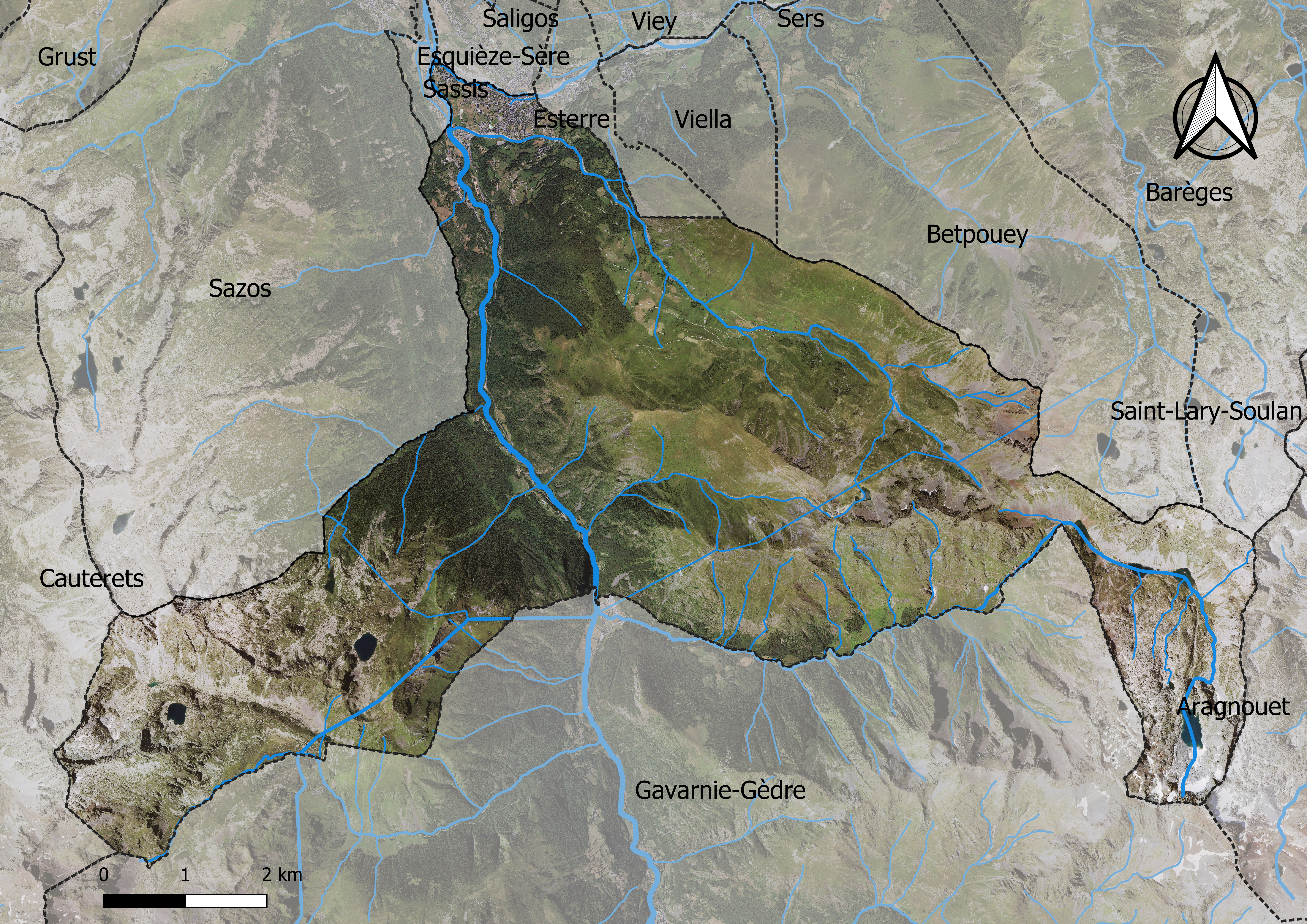
Carte orthophotogrammétrique de la commune.

### Voies de communication et transports

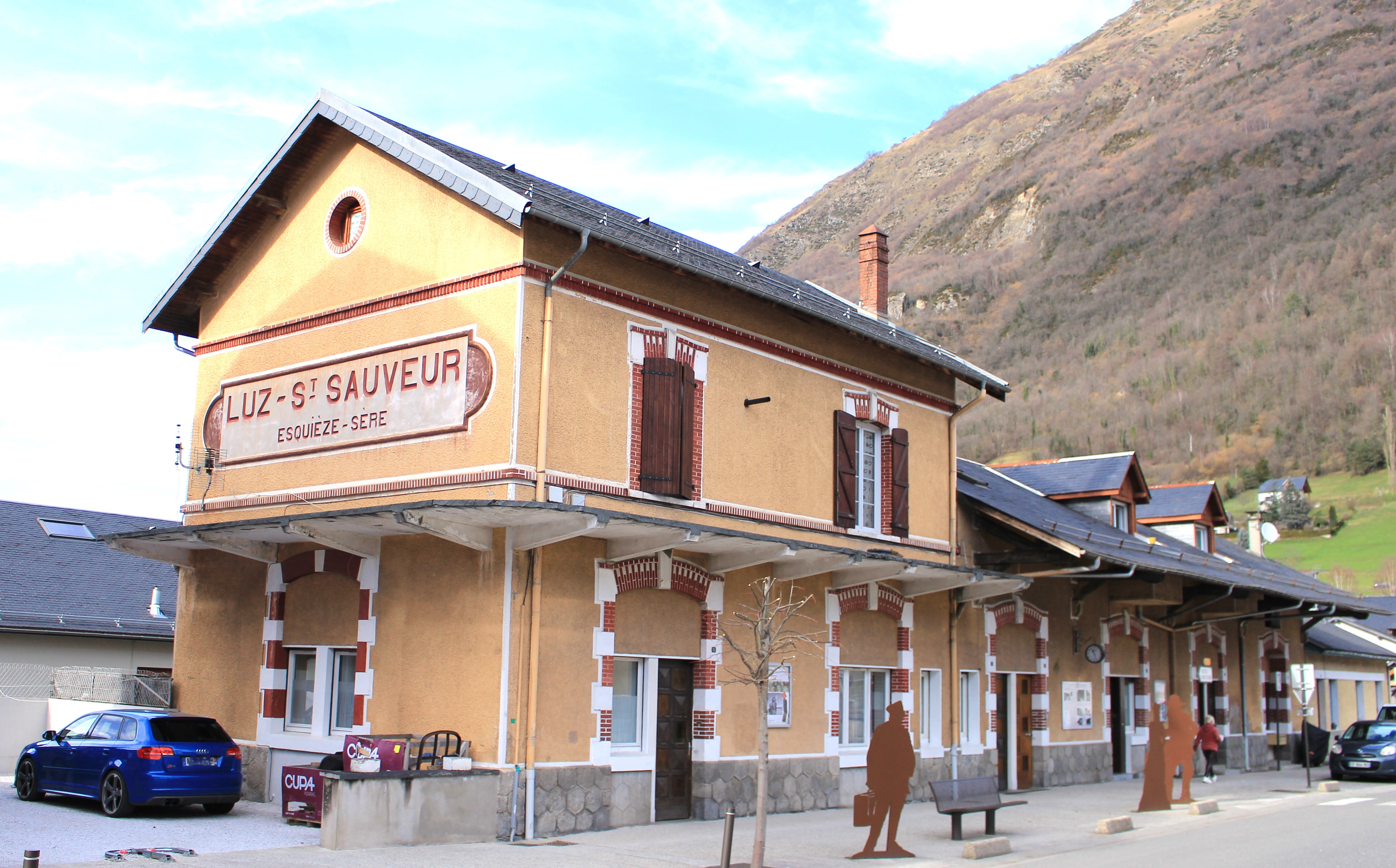
L'ancienne gare de Luz-Saint-Sauveur

Cette commune est desservie depuis la vallée de Saint-Savin par la route départementale D 921 (ancienne N 21) appelé la route des gorges et auparavant par la ligne de tramway de Pierrefitte à Cauterets.

### Risques majeurs

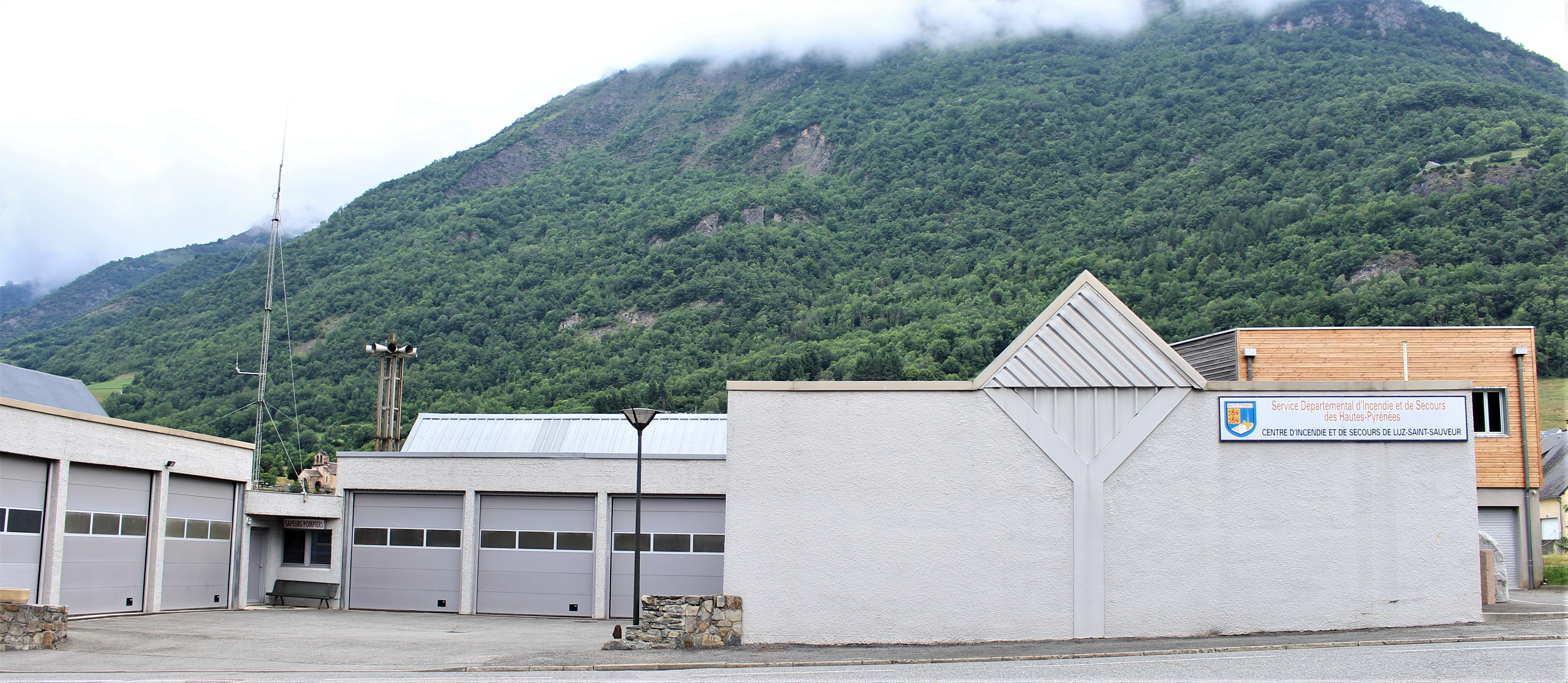
Le centre de secours.

Le territoire de la commune de Luz-Saint-Sauveur est vulnérable à différents aléas naturels : météorologiques (tempête, orage, neige, grand froid, canicule ou sécheresse), inondations, feux de forêts, mouvements de terrains, avalanche  et séisme (sismicité moyenne). Il est également exposé à un risque particulier : le risque de radon. Un site publié par le BRGM permet d'évaluer simplement et rapidement les risques d'un bien localisé soit par son adresse soit par le numéro de sa parcelle.

#### Risques naturels
Certaines parties du territoire communal sont susceptibles d’être affectées par le risque d’inondation par débordement de cours d'eau, notamment le gave de Pau, le ruisseau de Bat Barrada et le Bastan. La cartographie des zones inondables en ex-Midi-Pyrénées réalisée dans le cadre du XIe Contrat de plan État-région, visant à informer les citoyens et les décideurs sur le risque d’inondation, est accessible sur le site de la DREAL Occitanie. La commune a été reconnue en état de catastrophe naturelle au titre des dommages causés par les inondations et coulées de boue survenues en 1982, 1999, 2009, 2012, 2013 et 2018,.
Luz-Saint-Sauveur est exposée au risque de feu de forêt. Un plan départemental de protection des forêts contre les incendies a été approuvé par arrêté préfectoral le 21 avril 2020 pour la période 2020-2029. Le précédent couvrait la période 2007-2017. L’emploi du feu est régi par deux types de réglementations. D’abord le code forestier et l’arrêté préfectoral du 27 octobre 2014, qui réglementent l’emploi du feu à moins de 200 m des espaces naturels combustibles sur l’ensemble du département. Ensuite celle établie dans le cadre de la lutte contre la pollution de l’air, qui interdit le brûlage des déchets verts des particuliers. L’écobuage est quant à lui réglementé dans le cadre de commissions locales d’écobuage (CLE).

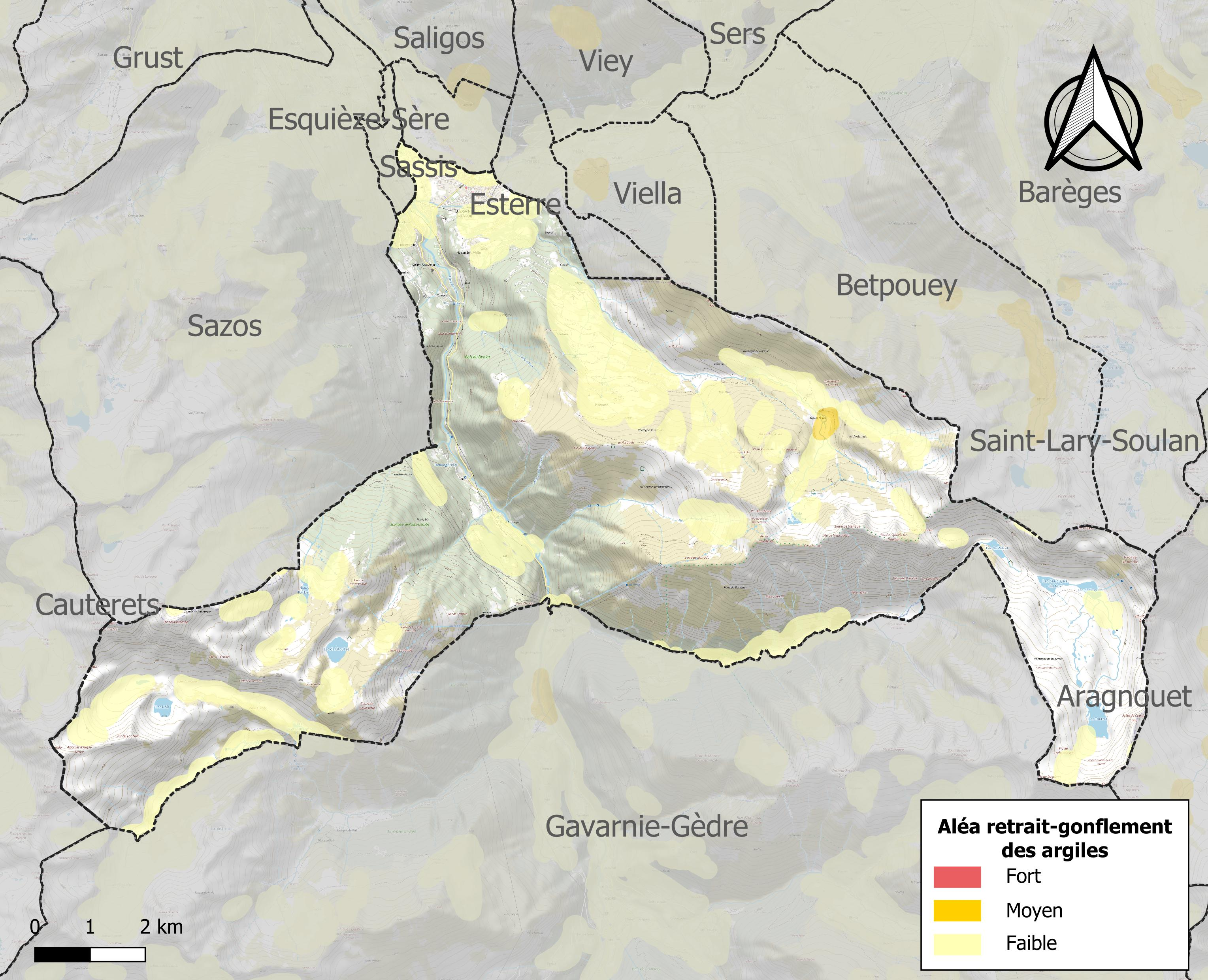
Carte des zones d'aléa retrait-gonflement des sols argileux de Luz-Saint-Sauveur.

Les mouvements de terrains susceptibles de se produire sur la commune sont des mouvements de sols liés à la présence d'argile et des tassements différentiels.
Le retrait-gonflement des sols argileux est susceptible d'engendrer des dommages importants aux bâtiments en cas d’alternance de périodes de sécheresse et de pluie. 0,2 % de la superficie communale est en aléa moyen ou fort (44,5 % au niveau départemental et 48,5 % au niveau national). Sur les 492 bâtiments dénombrés sur la commune en 2019, 0 sont en aléa moyen ou fort, soit 0 %, à comparer aux 75 % au niveau départemental et 54 % au niveau national. Une cartographie de l'exposition du territoire national au retrait gonflement des sols argileux est disponible sur le site du BRGM,.
Par ailleurs, afin de mieux appréhender le risque d’affaissement de terrain, l'inventaire national des cavités souterraines permet de localiser celles situées sur la commune.
Concernant les mouvements de terrains, la commune a été reconnue en état de catastrophe naturelle au titre des dommages causés par des mouvements de terrain en 1991, 1999 et 2013.
La commune est exposée aux risques d'avalanche. Les habitants exposés à ce risque doivent se renseigner, en mairie, de l’existence d’un plan de prévention des risques avalanches (PPRA). Le cas échéant, identifier les mesures applicables à l'habitation, identifier, au sein de l'habitation, la pièce avec la façade la moins exposée à l’aléa pouvant faire office, au besoin, de zone de confinement et équiper cette pièce avec un kit de situation d’urgence,.

#### Risque particulier
Dans plusieurs parties du territoire national, le radon, accumulé dans certains logements ou autres locaux, peut constituer une source significative d’exposition de la population aux rayonnements ionisants. Certaines communes du département sont concernées par le risque radon à un niveau plus ou moins élevé. Selon la classification de 2018, la commune de Luz-Saint-Sauveur est classée en zone 3, à savoir zone à potentiel radon significatif.

## Toponymie

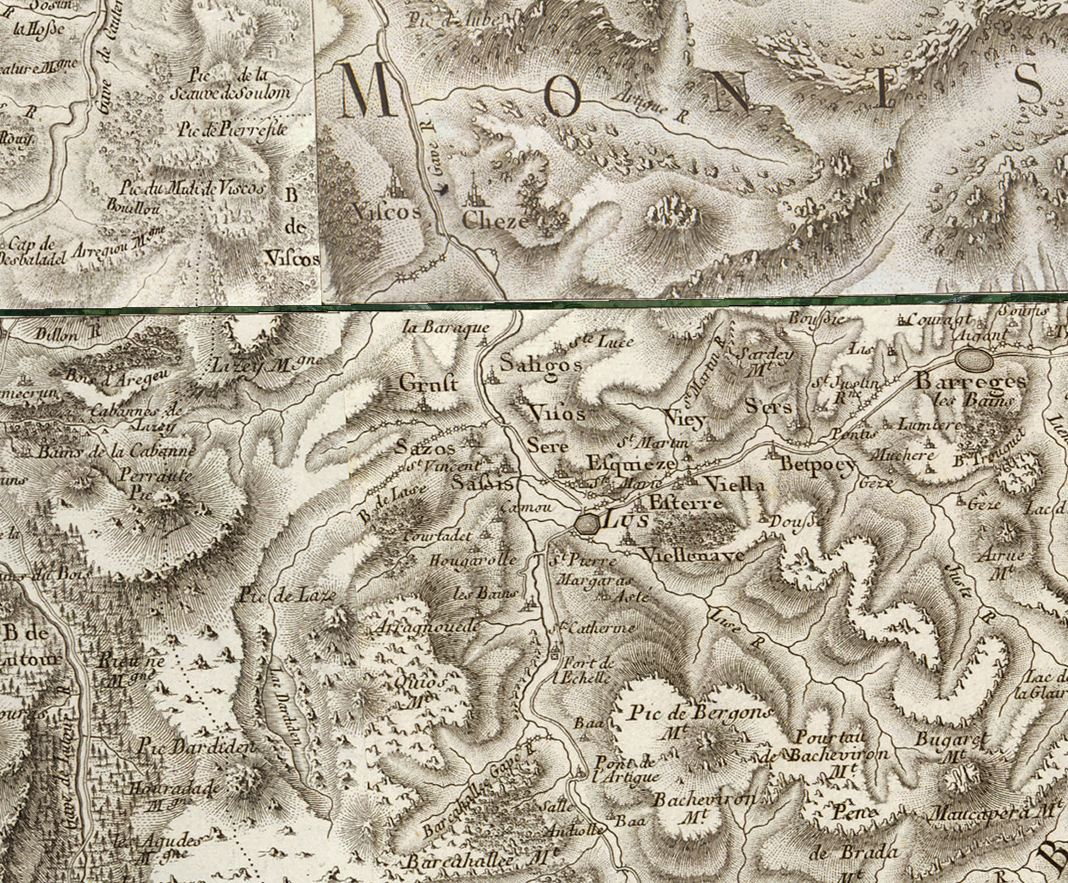
Extrait de la carte de Cassini (entre 1756 et 1789) situant Luz-Saint-Sauveur.

Michel Grosclaude et Jean-François Le Nail rapportent les dénominations historiques du village :
Dénominations historiques :
- Guilhermi Etzii de Lunis, latin (XIIe siècle, cartulaire de Bigorre) ;
- De Lus (XIIe siècle, cartulaires de Bigorre) ;
- Luus (1285, montre Bigorre) ;
- De Lus (1313, Debita regi Navarre) ;
- De Luso, latin (1342, pouillé de Tarbes ; 1379, procuration Tarbes) ;
- Luus (1429, censier de Bigorre) ;
- Luz prend le nom de Luz-Saint-Sauveur en 1962.

Étymologie : le nom « Luz » aurait son origine dans un hydronyme pré-indo-européen ; ce nom est en effet porté par de nombreuses rivières, notamment dans les Pyrénées gasconnes.

## Histoire
Par ordonnance (no 10.168) du roi (Neuilly, le 5 août 1842) : « Les sections de Gédre et de Gavarnie sont distraites de la commune de Luz, chef-lieu de canton, arrondissement d'Argelès (Hautes-Pyrénées), et formeront deux municipalités distinctes. ».

### Les Templiers (château et église fortifiée)

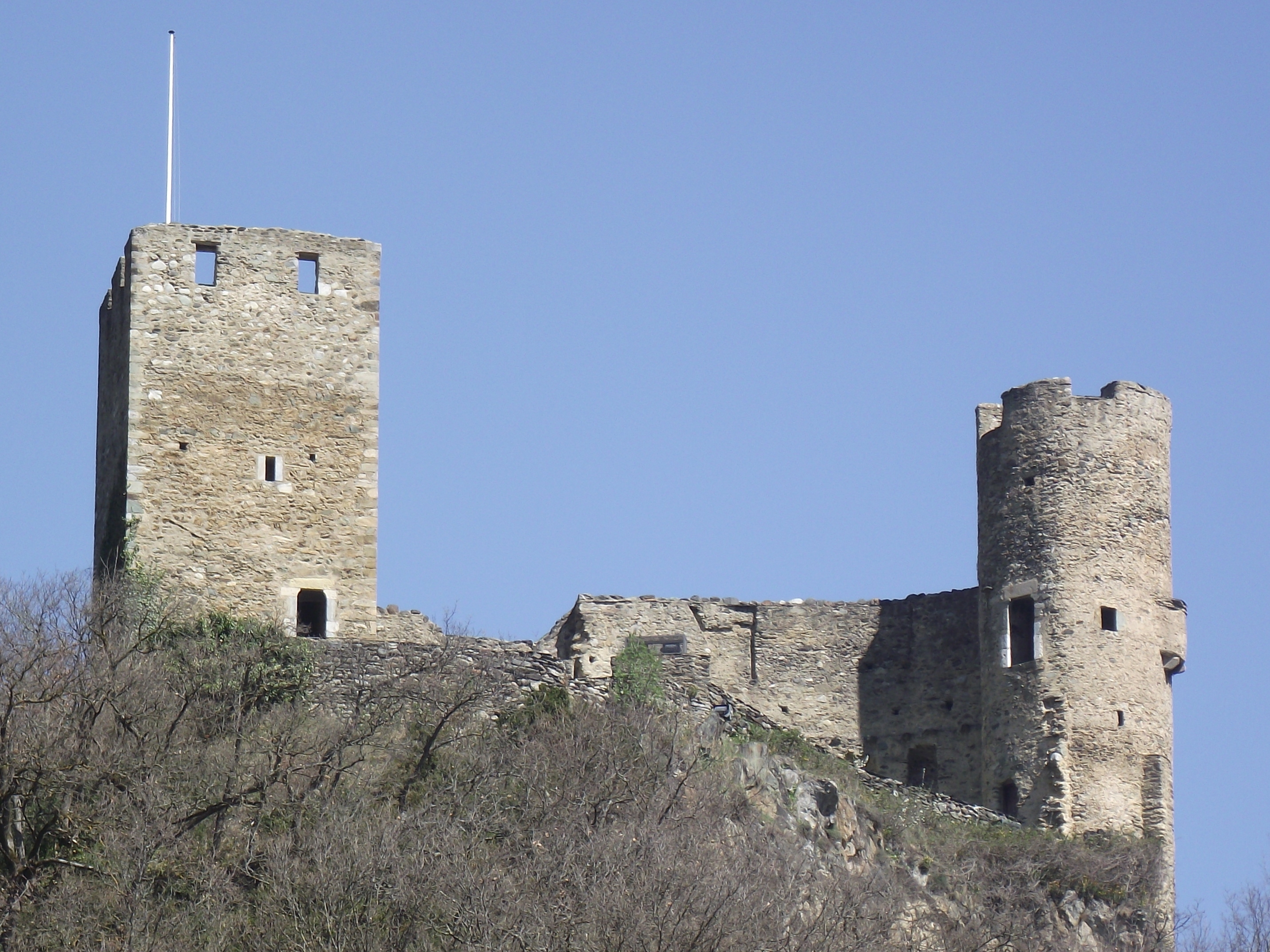
Ruines du château Sainte-Marie vues depuis Luz-Saint-Sauveur.

Perché au sommet d'un éperon rocheux, le château Sainte-Marie a constitué au cours des siècles un véritable lieu stratégique pour la vallée mais aussi un lieu de refuge pour les populations. Sa construction date du Xe siècle par les comtes de Bigorre. Au XIVe siècle, ce furent les Hospitaliers de l'ordre de Saint-Jean de Jérusalem qui l'occupèrent. Ensuite les Anglais en prirent possession jusqu'au moment où le comte de Clermont en 1404, aidé des habitants de la vallée commandés par Aougé de Coufitte les en chassa et mit ainsi un terme à l'occupation anglaise de la vallée. Le château fut ensuite peu à peu abandonné. Sa restauration fut entreprise dans les années 1980 sauvegardant ainsi un des vestiges les plus marquants de l'histoire de la vallée.
Les vestiges du château Sainte-Marie sont inscrits au titre des monuments historiques depuis le 16 octobre 1930. Bien qu'indiqué couramment comme faisant partie de la commune de Luz-Saint-Sauveur, il est implanté sur la commune voisine d'Esterre.

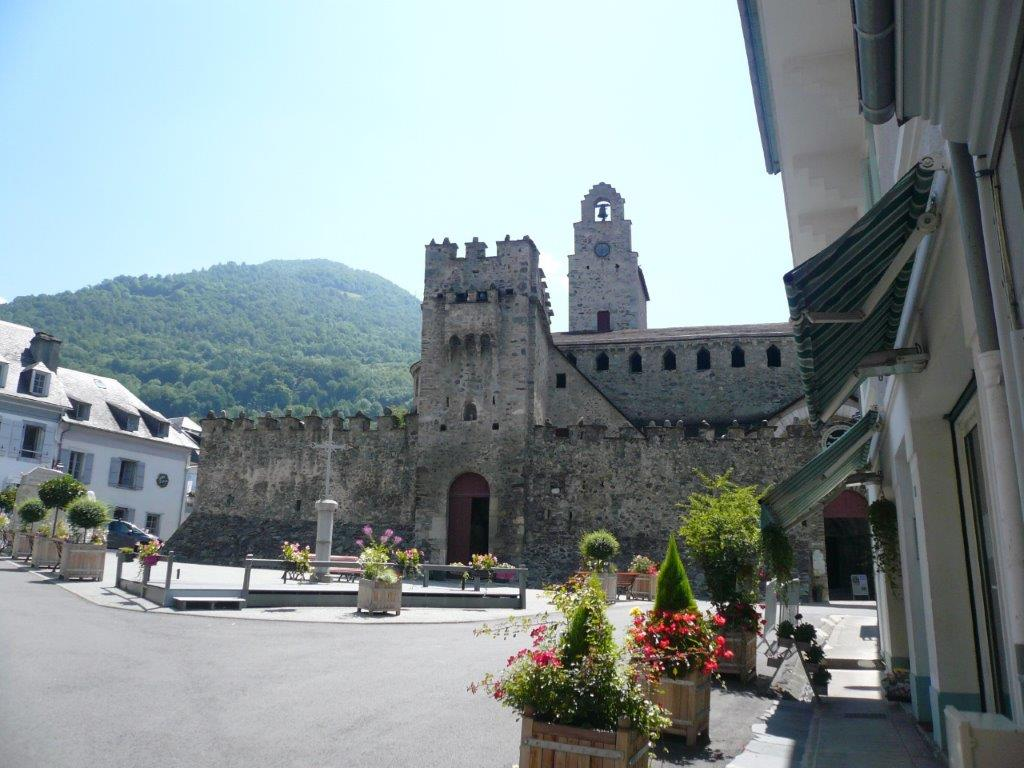
Place de l'Église.

L'église de Luz-Saint-Sauveur, dite des Templiers, en fait est des Hospitaliers de l'ordre de Saint-Jean de Jérusalem, l'église Saint-André a été construite aux XIIe et XIIIe siècles. Au milieu du XIVe siècle, les Hospitaliers de Saint-Jean de Jérusalem, qui l'ont reçue en legs de la famille Saint-André, ont construit un rempart circulaire formant enceinte autour de l'église pour protéger les habitants de Luz des attaques des bandits espagnols appelés les « miquelets ». Cette enceinte dont les murs sont crénelés, forme un polygone irrégulier à 14 côtés. À cette époque, un grand fossé entourait l’église et un pont-levis permettait de le franchir. Quelques décennies plus tard, la chapelle Notre-Dame-de-la-Pitié a été édifiée à l'intérieur des remparts pour demander à Dieu de mettre fin à une épidémie de peste noire qui a ravagé le pays Toy vers 1650. En 1865, une nouvelle porte a été ouverte au nord de l'édifice pour faciliter l’entrée et en 1876, le clocher est utilisé comme prison militaire. Plus récemment, une nouvelle tribune a été construite[réf. nécessaire].
Désormais propriété de la commune, l'église est protégée au titre des monuments historiques (classement par liste) depuis 1840.

Sélection de vues de l'église des templiers
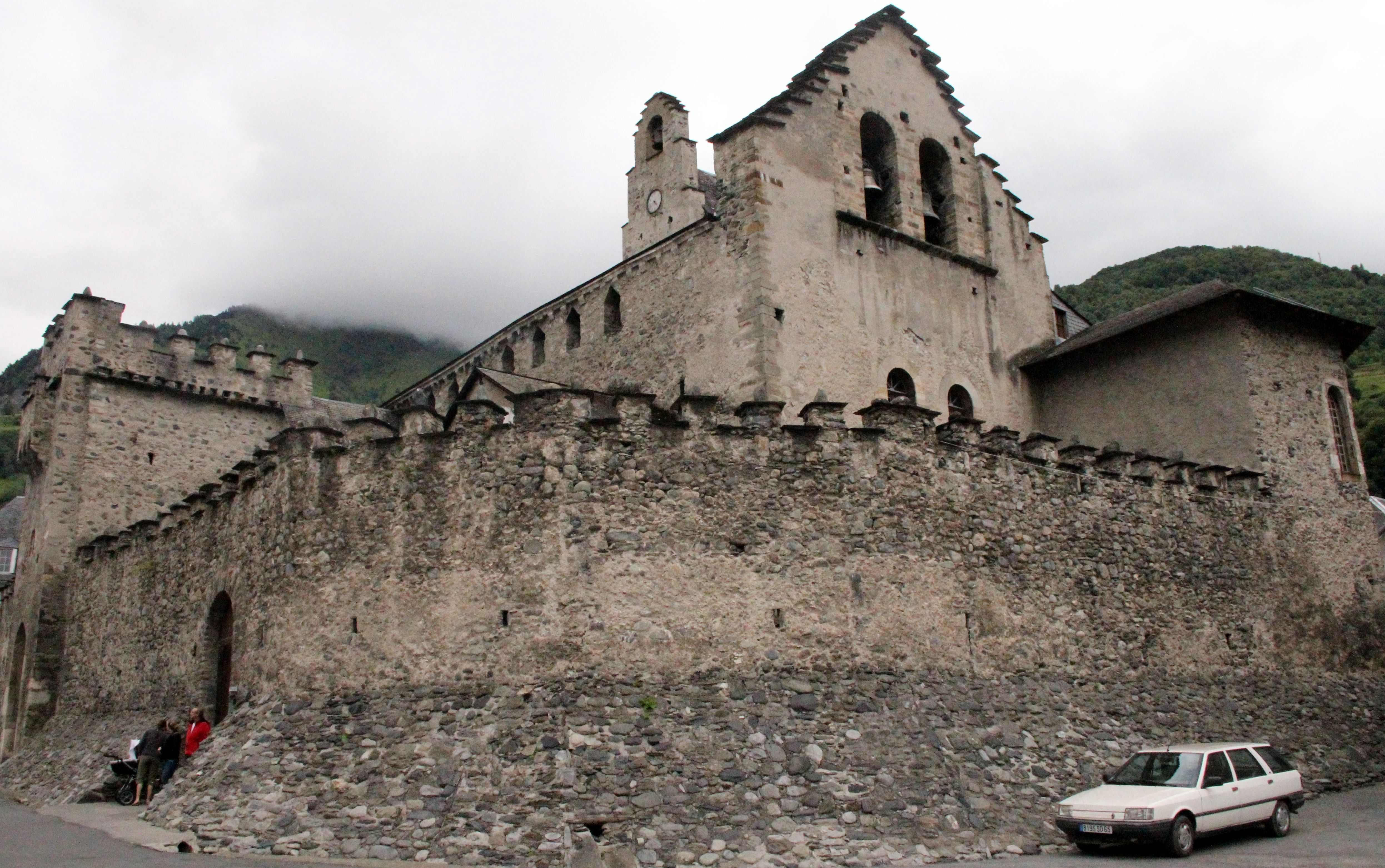
L'église des Templiers.
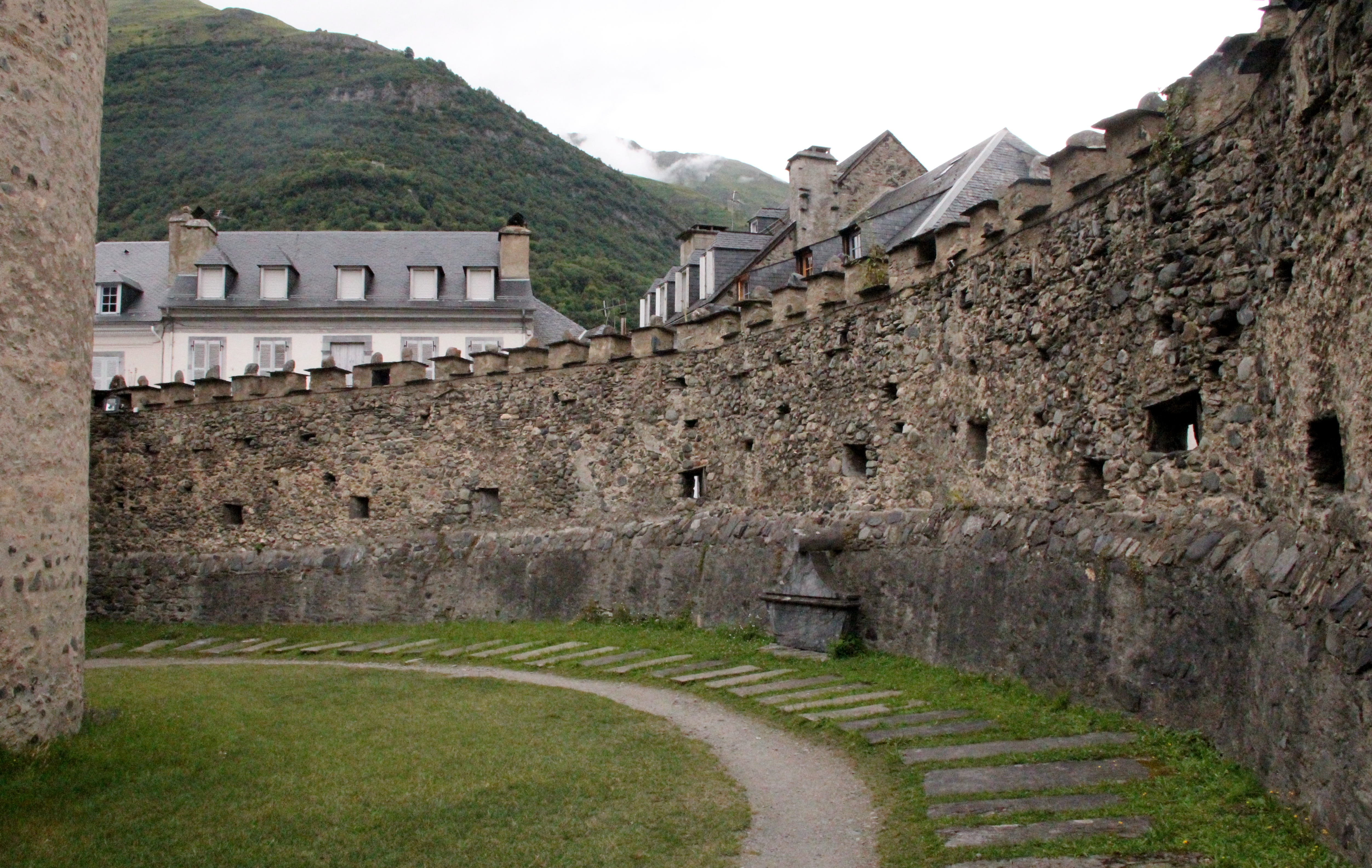
Alignement de pierres tombales au pied des remparts.
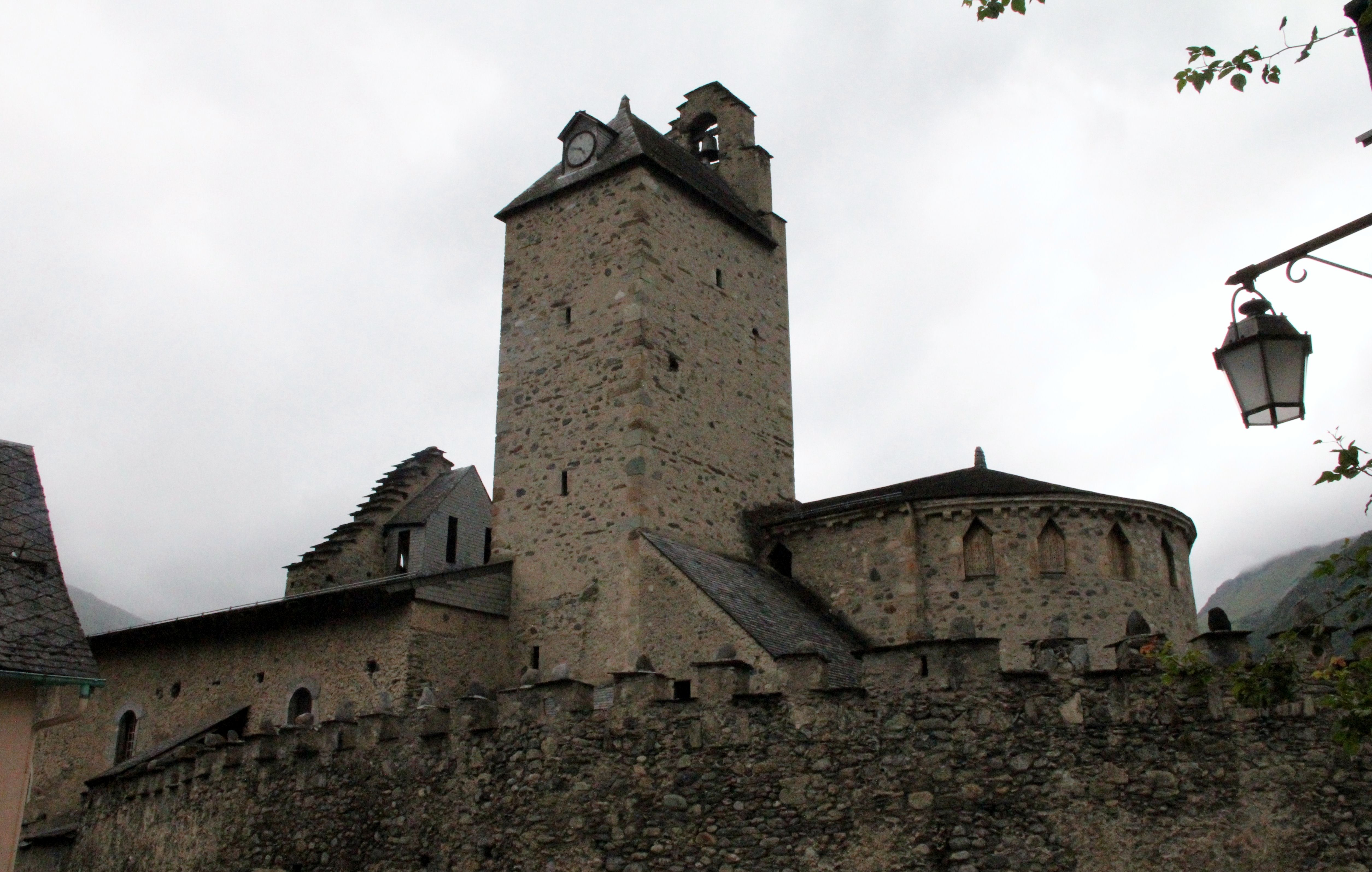
Le clocher de l'église.
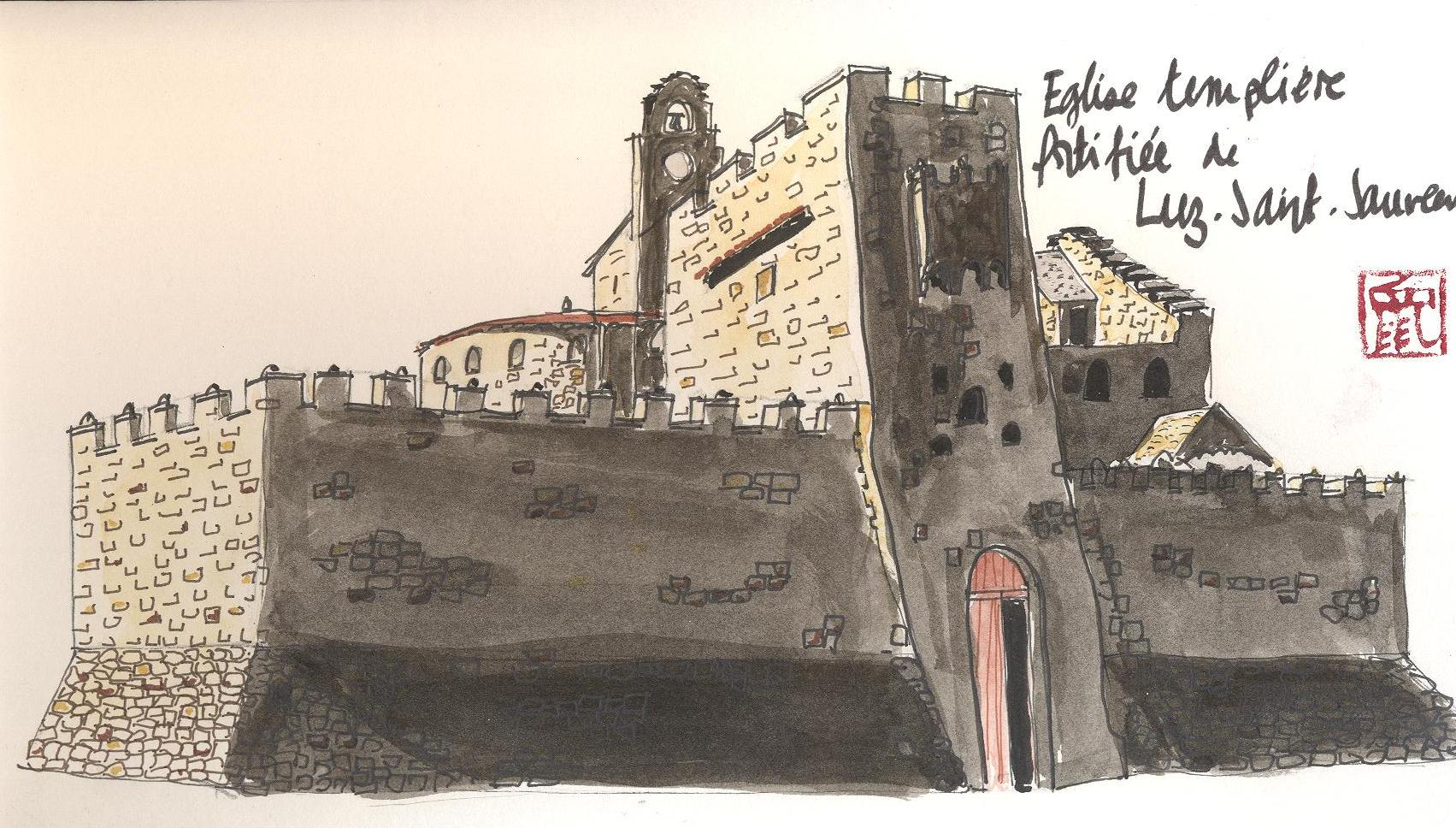
Aquarelle de la chapelle Notre-Dame-de-la-Pitié.
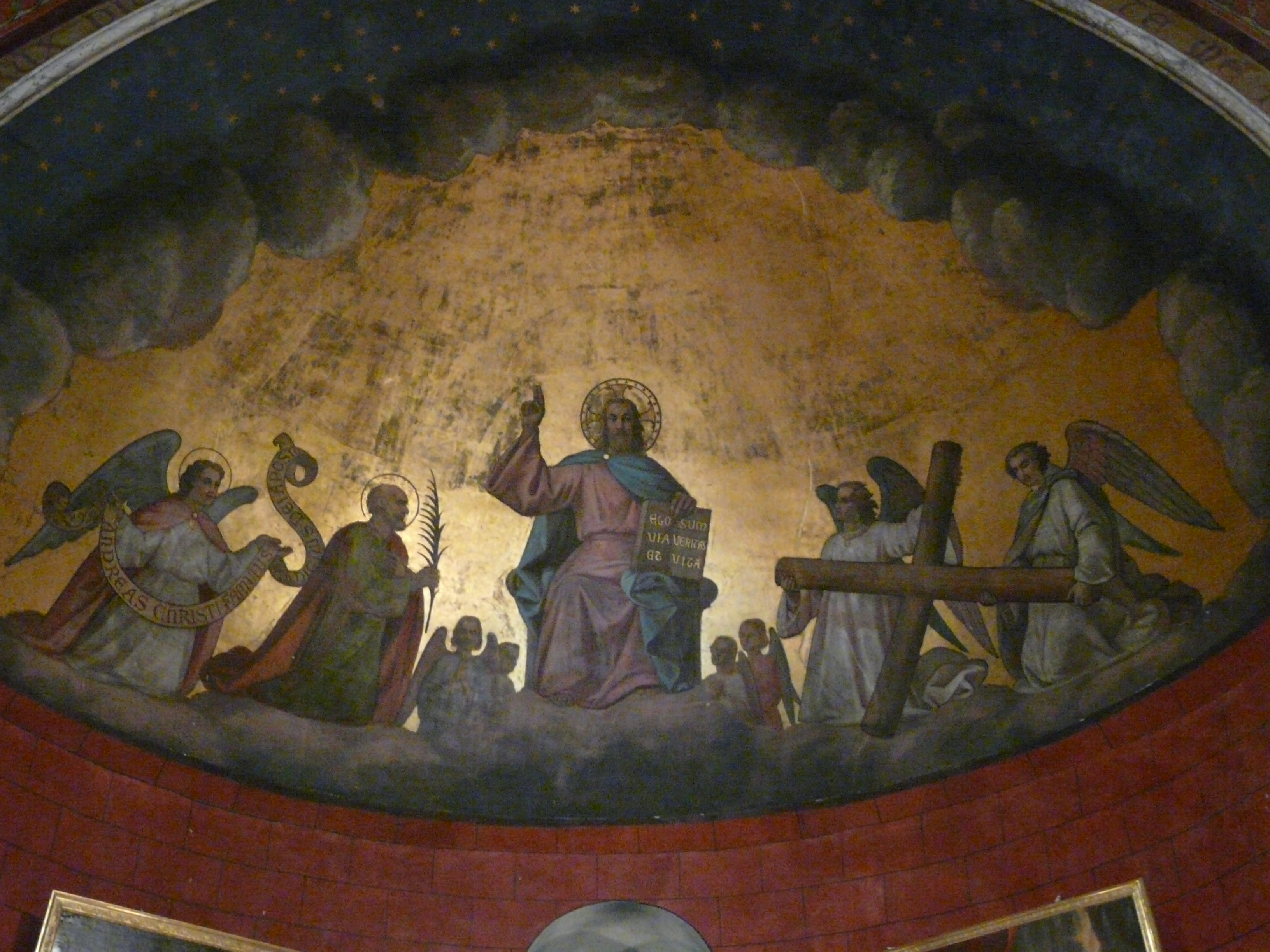
Peinture du plafond du chœur.

## Politique et administration

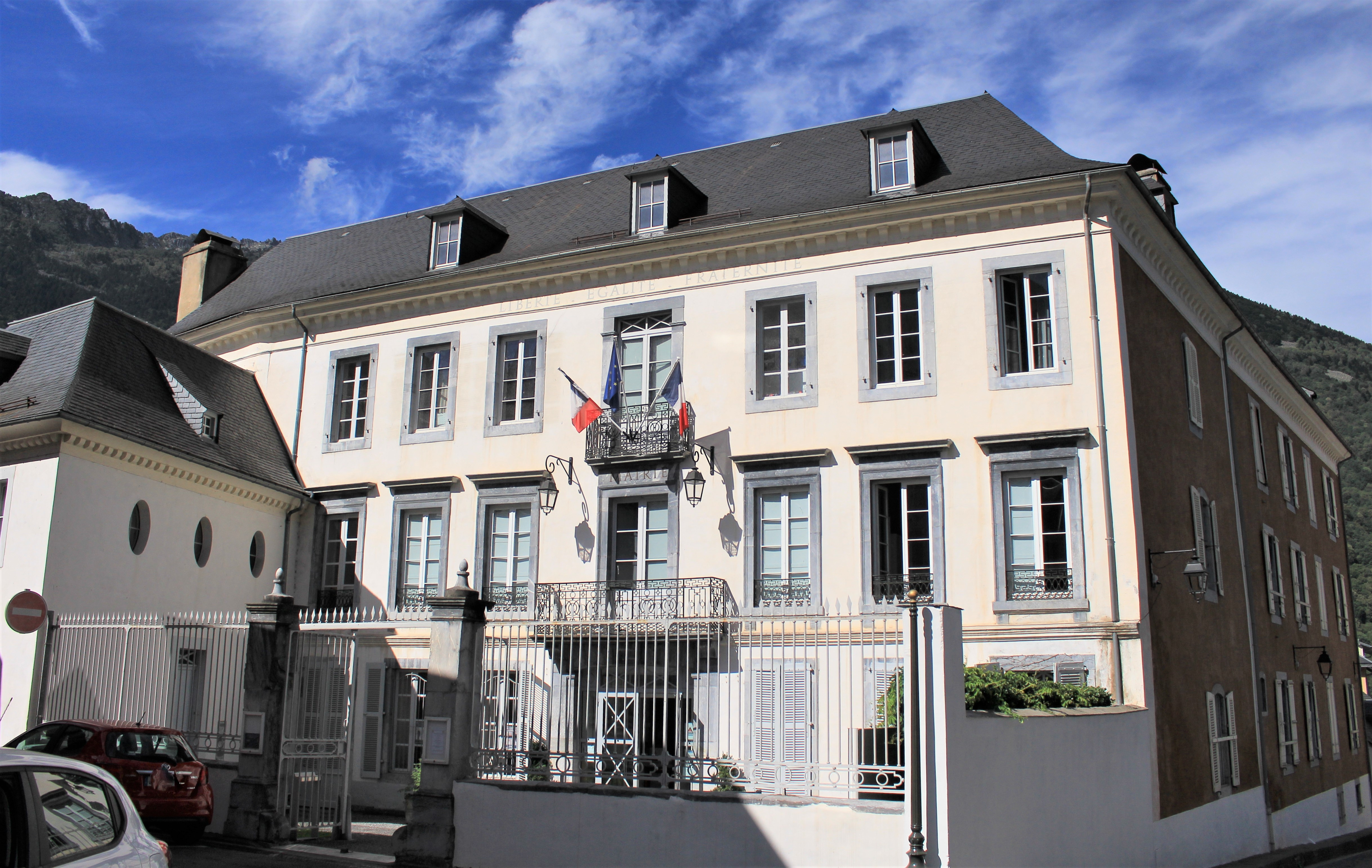
La mairie en 2022.

### Intercommunalité
Après avoir fait partie de la communauté de communes du Pays Toy créée en avril 1997, Luz-Saint-Sauveur fait partie de la communauté de communes Pyrénées Vallées des Gaves depuis janvier 2017.

### Liste des maires
| Période                                  | Période       | Identité           | Étiquette | Qualité                                                        |
| ---------------------------------------- | ------------- | ------------------ | --------- | -------------------------------------------------------------- |
| Les données manquantes sont à compléter. |               |                    |           |                                                                |
|                                          |               |                    |           |                                                                |
| 1935                                     | 1941          | Jules Camarot      |           |                                                                |
| 1941                                     | 1944          |                    |           |                                                                |
| 1944                                     | 1945          | Jules Camarot      |           | Président du Comité départemental de libération                |
| 1947                                     | 1965          | Eugène Lons        |           |                                                                |
| 1965                                     | 1977          | Pierre Foyer       |           |                                                                |
| mars 1977                                | 2005          | Claude Massoure    | PS        | Conseiller général                                             |
| 2005                                     | avril 2014    | Alain Lescoules    | PS        |                                                                |
| avril 2014                               | Novembre 2022 | Laurent Grandsimon | PRG       | Président de la communauté de communes du Pays Toy (2014-2018) |
| décembre 2022                            | En cours      | Annie Sagnes       |           |                                                                |

### Jumelages

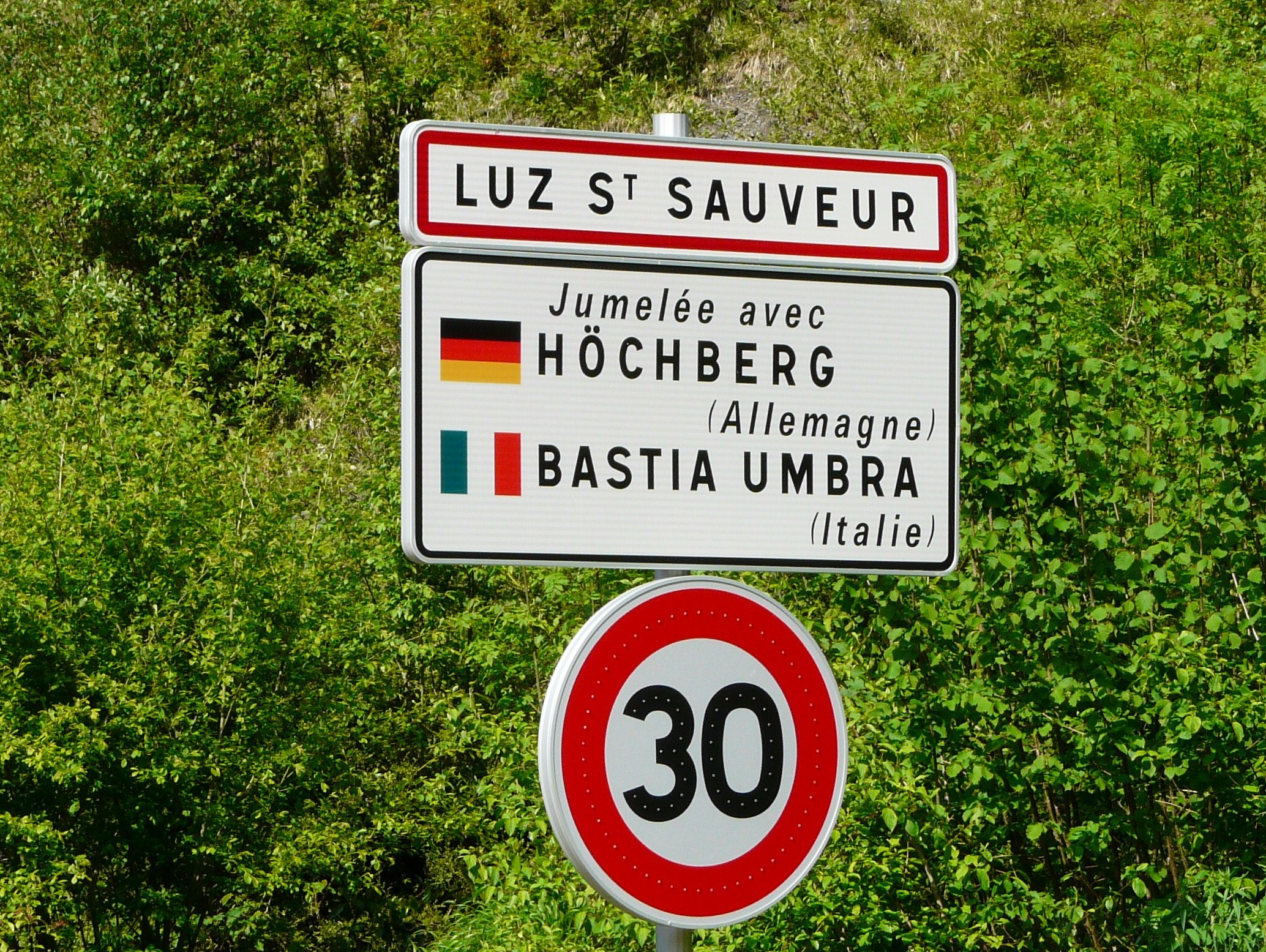
Panneau d'entrée à Luz-Saint-Sauveur.

- Höchberg (Allemagne) en Bavière depuis 1977[42].
- Bastia Umbra (Italie).

### Services publics

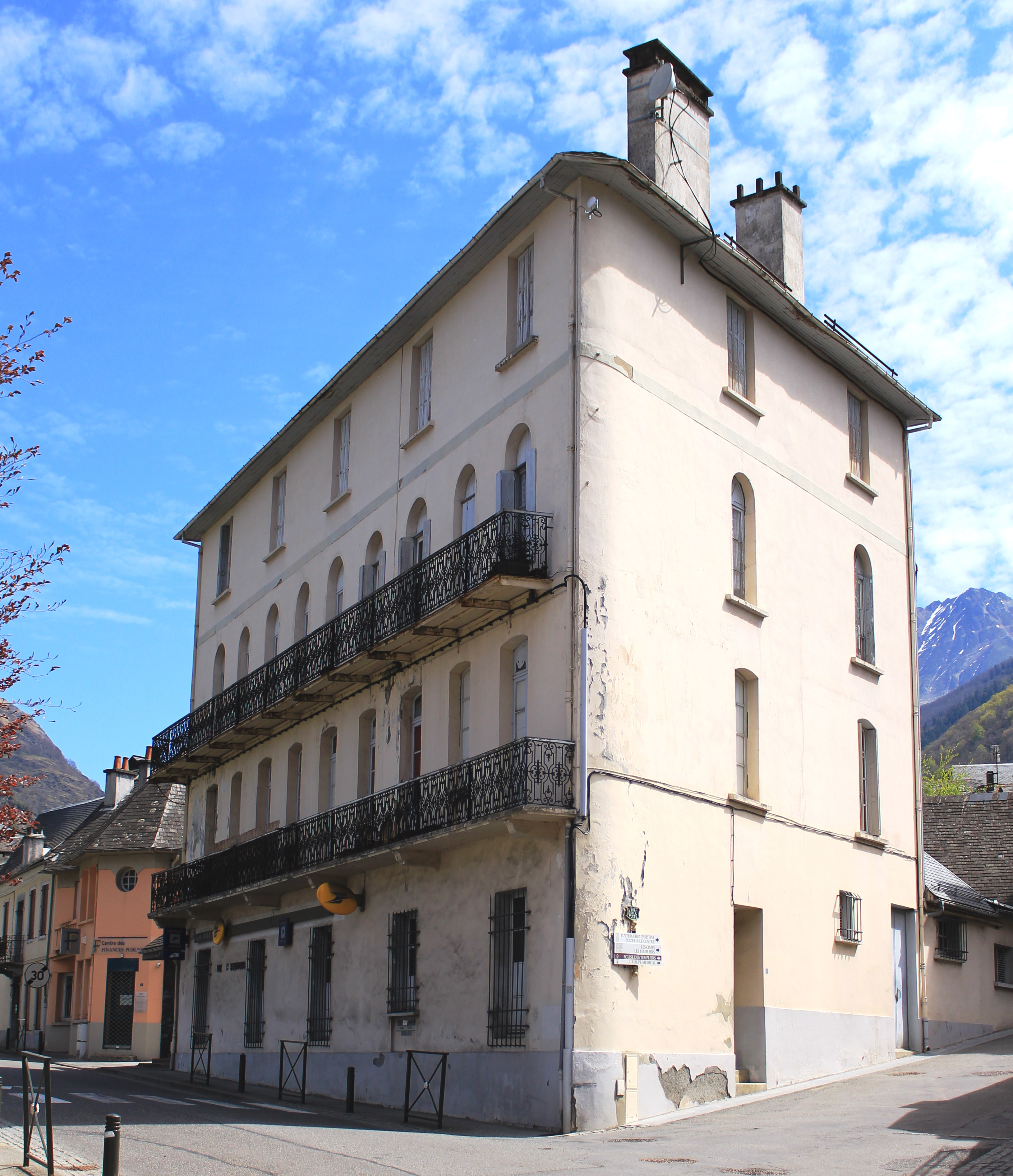
La Poste en 2021.

La commune de Luz-Saint-Sauveur dispose d'une agence postale.

### Enseignement

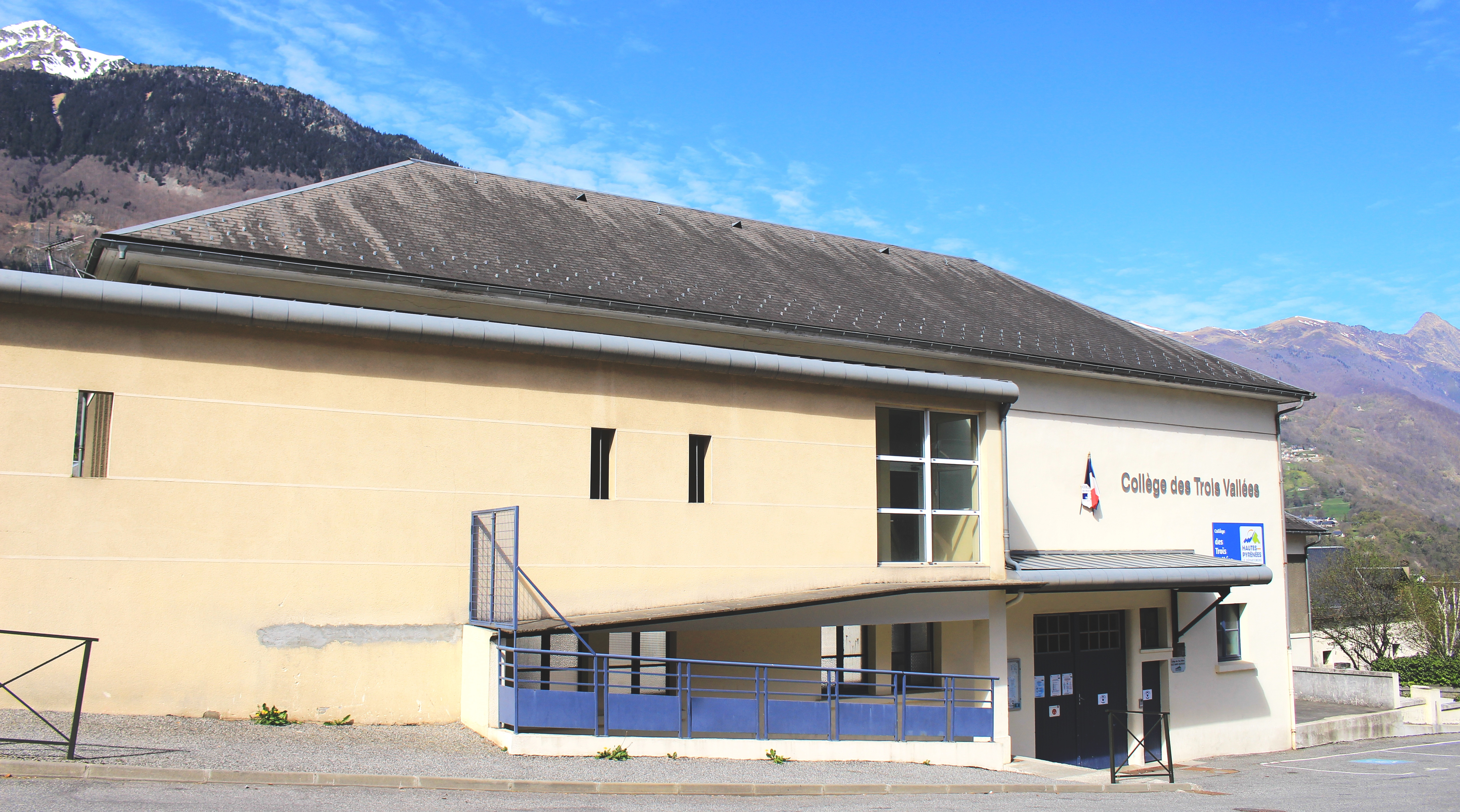
Le collège des trois vallées en 2021.

## Population et société

### Démographie

#### Évolution démographique
L'évolution du nombre d'habitants est connue à travers les recensements de la population effectués dans la commune depuis 1793. Pour les communes de moins de 10 000 habitants, une enquête de recensement portant sur toute la population est réalisée tous les cinq ans, les populations de référence des années intermédiaires étant quant à elles estimées par interpolation ou extrapolation. Pour la commune, le premier recensement exhaustif entrant dans le cadre du nouveau dispositif a été réalisé en 2004.

En 2022, la commune comptait 914 habitants, en évolution de −6,64 % par rapport à 2016 (Hautes-Pyrénées : +1,59 %, France hors Mayotte : +2,11 %).
| 1793  | 1800  | 1806  | 1821  | 1831  | 1836  | 1841  | 1846  | 1851  |
| ----- | ----- | ----- | ----- | ----- | ----- | ----- | ----- | ----- |
| 1 884 | 1 750 | 1 867 | 2 100 | 2 357 | 2 678 | 2 640 | 1 688 | 1 642 |

| 1856  | 1861  | 1866  | 1872  | 1876  | 1881  | 1886  | 1891  | 1896  |
| ----- | ----- | ----- | ----- | ----- | ----- | ----- | ----- | ----- |
| 1 716 | 1 641 | 1 671 | 1 512 | 1 484 | 1 554 | 1 514 | 1 507 | 1 504 |

| 1901  | 1906  | 1911  | 1921  | 1926  | 1931  | 1936  | 1946  | 1954  |
| ----- | ----- | ----- | ----- | ----- | ----- | ----- | ----- | ----- |
| 1 509 | 1 518 | 1 525 | 1 503 | 1 522 | 1 292 | 1 138 | 1 066 | 1 891 |

| 1962  | 1968  | 1975  | 1982  | 1990  | 1999  | 2004  | 2006  | 2009  |
| ----- | ----- | ----- | ----- | ----- | ----- | ----- | ----- | ----- |
| 1 239 | 1 104 | 1 040 | 1 159 | 1 173 | 1 098 | 1 077 | 1 070 | 1 014 |

| 2014 | 2019 | 2022 | - | - | - | - | - | - |
| ---- | ---- | ---- | - | - | - | - | - | - |
| 983  | 939  | 914  | - | - | - | - | - | - |

## Économie
.

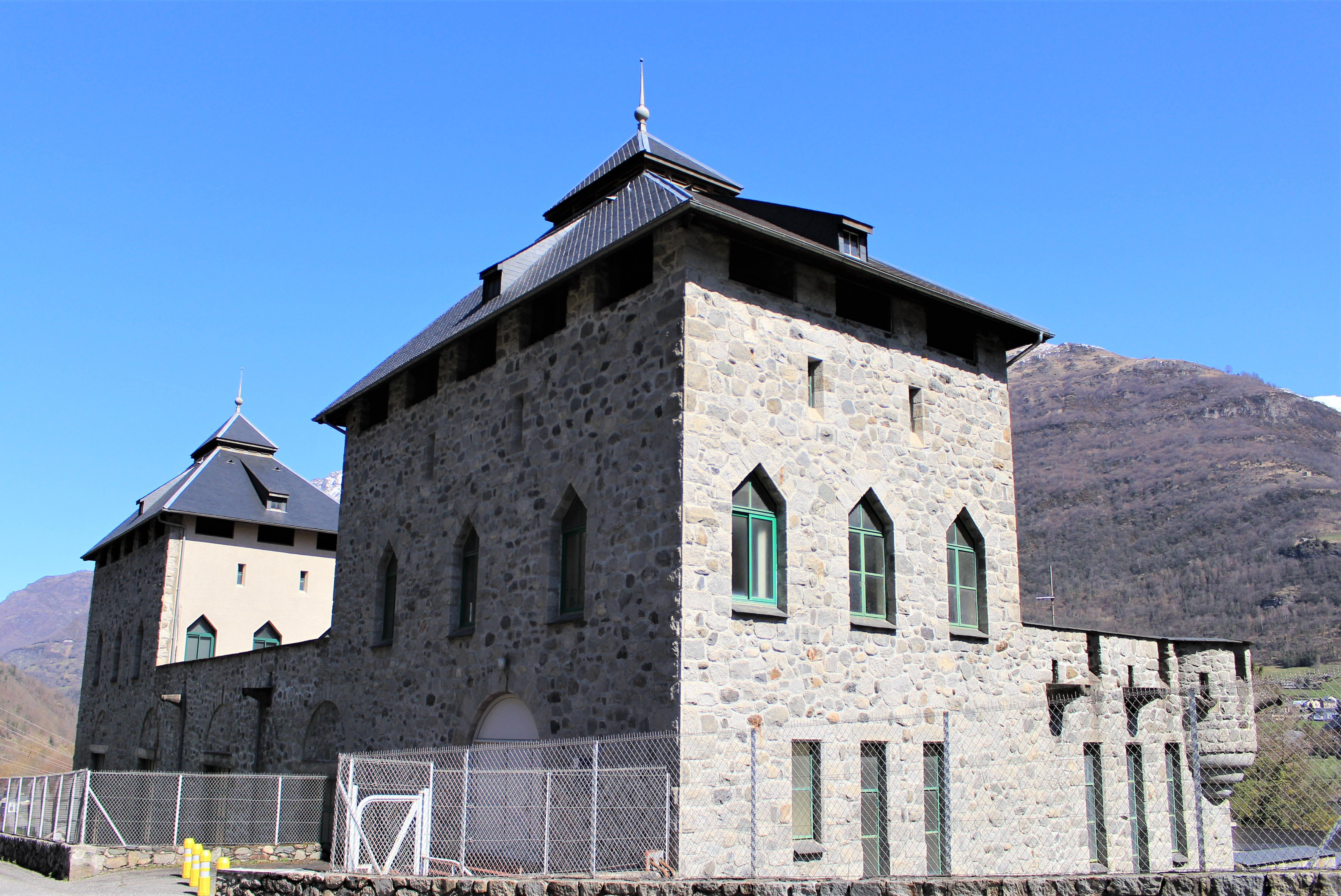
La centrale hydroélectrique de Luz

Quelques données officielles permettent de mieux comprendre l'activité de la ville (commerces, services publics, pôle touristique, très peu d'agriculture)
- Taux d'activité (population en âge de travailler, ayant un emploi en 2004) : 75,2 %
- Le chômage touche 5,5 % de la population active totale (vs 7,5 % en 1999)
- Les actifs occupés représentent 43,5 % de la population totale ; les retraités en représentent 29,4 %
- Type d'activité : 76 % emploi salarié, 19 % fonction publique, 35 % emploi précaire (CDD, stages, intérim, apprentissage, contrats aidés) et… 4 agriculteurs
- Activité saisonnière : 192 emplois saisonniers sur le pôle touristique de Luz durant l’été 2005.
- Localisation : 70 % travaillent et résident à Luz
- 5,2 % de la population est scolarisée
- Niveau d'études de la population non scolarisée : 9,5 % n'ont aucun diplôme, 33 % ont au moins le baccalauréat ou un brevet professionnel et 4,4 % ont un diplôme de l'enseignement supérieur

La zone d'activité de Souscatets comprend :
- un abattoir ;
- le SIVU (syndicat intercommunal à vocation unique) possède deux centrales électriques : une centrale thermique (Souscastets) et une centrale hydraulique (L’Yse) et emploie sept agents.

Un casino présent historiquement dans la ville et récemment rénové proposait une boule et 40 machines à sous et employait 18 personnes. Il a été fermé pour raison économique le 16 août 2006.
En raison de son activité touristique été comme hiver, la ville dispose au total d'un nombre élevé de services parmi lesquels : bureau de poste, perception, collège et écoles primaires, centre médical, gendarmerie, banques, supermarchés et quatre campings.
Une campagne de publicité dans le métro parisien sur le thème « Depuis Luz, vous embrassez les Pyrénées » a eu lieu en juillet 2006. Une nouvelle campagne d'affichage métro a eu lieu en mai 2010.
De 1901 à 1939, Luz-Saint-Sauveur a été reliée à Pierrefitte-Nestalas par le tramway Pierrefitte – Cauterets – Luz.

## Sports

### La station de ski Luz-Ardiden

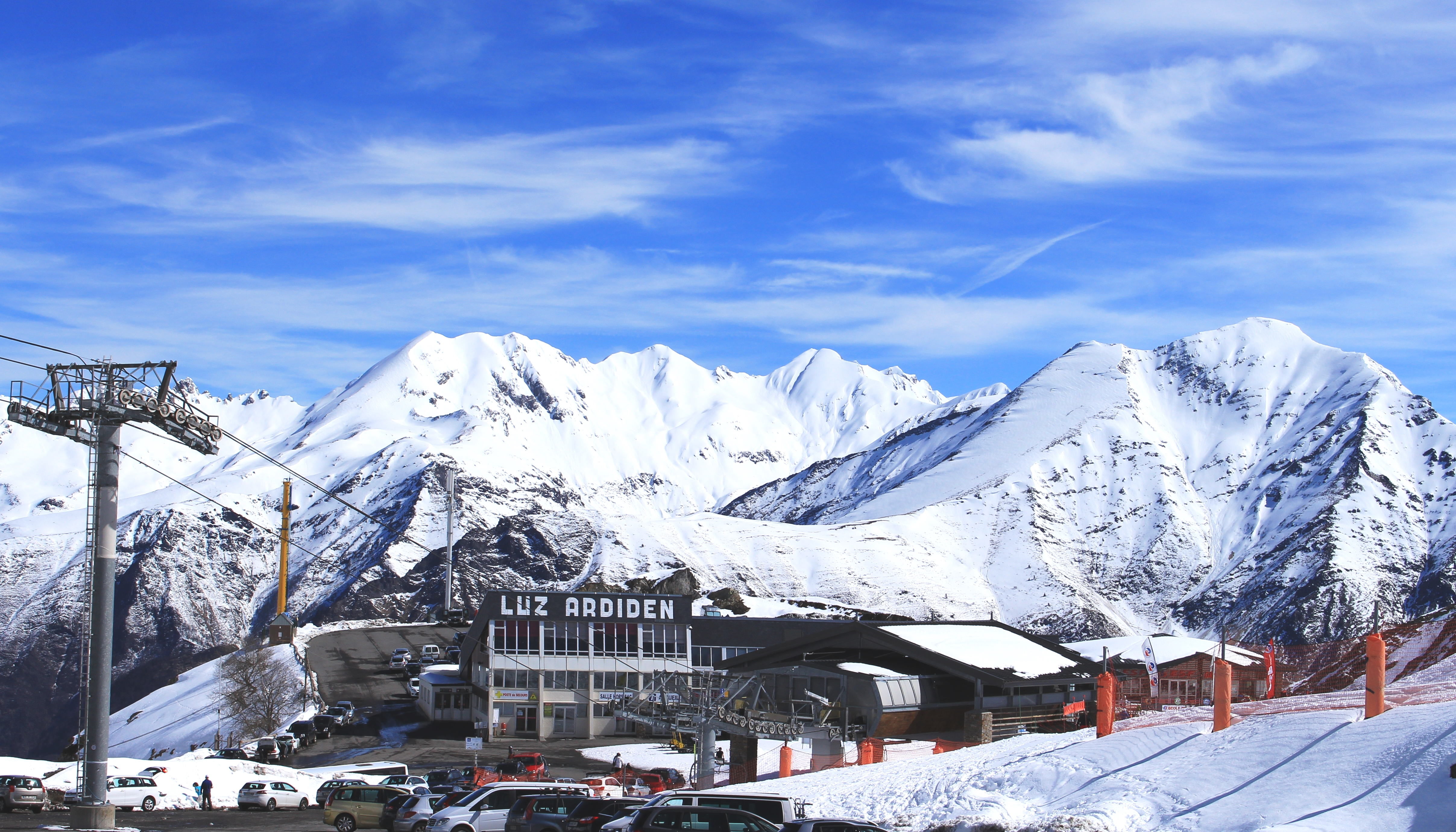
Luz Ardiden.

La station de ski a été imaginée en 1966 par les élus locaux de cinq communes : Luz-Saint-Sauveur, Grust, Sazos, Sassis et Viscos. Les travaux ont commencé avec l’ouverture de la route depuis Grust en 1970. 
La première ouverture de la station a eu lieu le 16 janvier 1975 sur le site du Béderet avec deux téléskis. Le secteur d’Aulian a été ouvert la saison suivante avec les téléskis Turon 1 et Pourtère 1 et 2.
Située à 12 kilomètres du centre-ville, Luz-Ardiden (altitude 1 700–2 500 m) s'étend aujourd'hui sur un domaine de 110 hectares et propose 60 kilomètres de pistes balisées tous niveaux ainsi que les équipements les plus modernes (deux télésièges débrayables 6 places, 105 canons à neige, un tapis pour débutants de 135 mètres de long, un snowpark au label AFS). Un accident mortel viendra toutefois l'endeuiller (6 morts, 87 blessés) le 1er mars 1987. La rupture du massif d'ancrage du pylône d'arrivée de la gare du télésiège de la Caperette, inauguré en début de saison, avait projeté au sol une cinquantaine de nacelles. Cet accident ainsi que celui de Vaujany a fait évoluer la réglementation concernant la maîtrise d'œuvre des remontées mécaniques (nouveau règlement du 17 mai 1989).
Un investissement de 6,3 millions d'euros sur 8 ans a été mis en place en 2005 afin de moderniser la station (réserve d'eau pour l'enneigement, piste de compétition et piste de promenade).
Cette station employait 110 personnes (en saison) en 2002. Elle s'est associée à 6 autres stations des Pyrénées pour créer N'PY et offrir ainsi un meilleur service aux skieurs.

### Le Tour de France: agonie et triomphe des plus grands
Le Tour de France fait régulièrement étape à Luz, et la longue montée (hors catégorie) à la station de ski de Luz-Ardiden en fait une étape très convoitée depuis sa première apparition au programme du Tour en 1985 et la rude bataille qu'y mena Bernard Hinault pour conserver son maillot jaune. Après le calvaire de Bernard Hinault, c’est Claudio Chiappucci qui y connut le purgatoire, lui aussi vêtu du maillot jaune, en 1990 : après la charge de Greg LeMond, il ne lui restait plus que cinq secondes d’avance au classement général, tandis que Miguel Indurain venait de remporter la seconde étape de montagne de sa carrière, victoire qui annonçait une domination sans partage sur le tour pendant les cinq années suivantes. Quatre ans plus tard, c’est à Luz-Ardiden que commençait, avec une première victoire d’étape après une longue échappée solitaire, le destin montagnard de Richard Virenque qui y gagna sa réputation de grimpeur, en 1994. Lors de l’édition 2003 avec un classement général serré comme jamais pour le texan, Lance Armstrong sut se relever d'une brève défaillance, d'une pédale cassée et d’une chute dans la montée pour revenir sur Jan Ullrich, son dauphin de quelques secondes, avant de s’imposer au sommet et consolider son maillot jaune. Le village est le point de départ de l'ascension du col du Tourmalet, le Tour de France passe donc également par Luz pour escalader ce col prestigieux.

### Randonnées pédestres

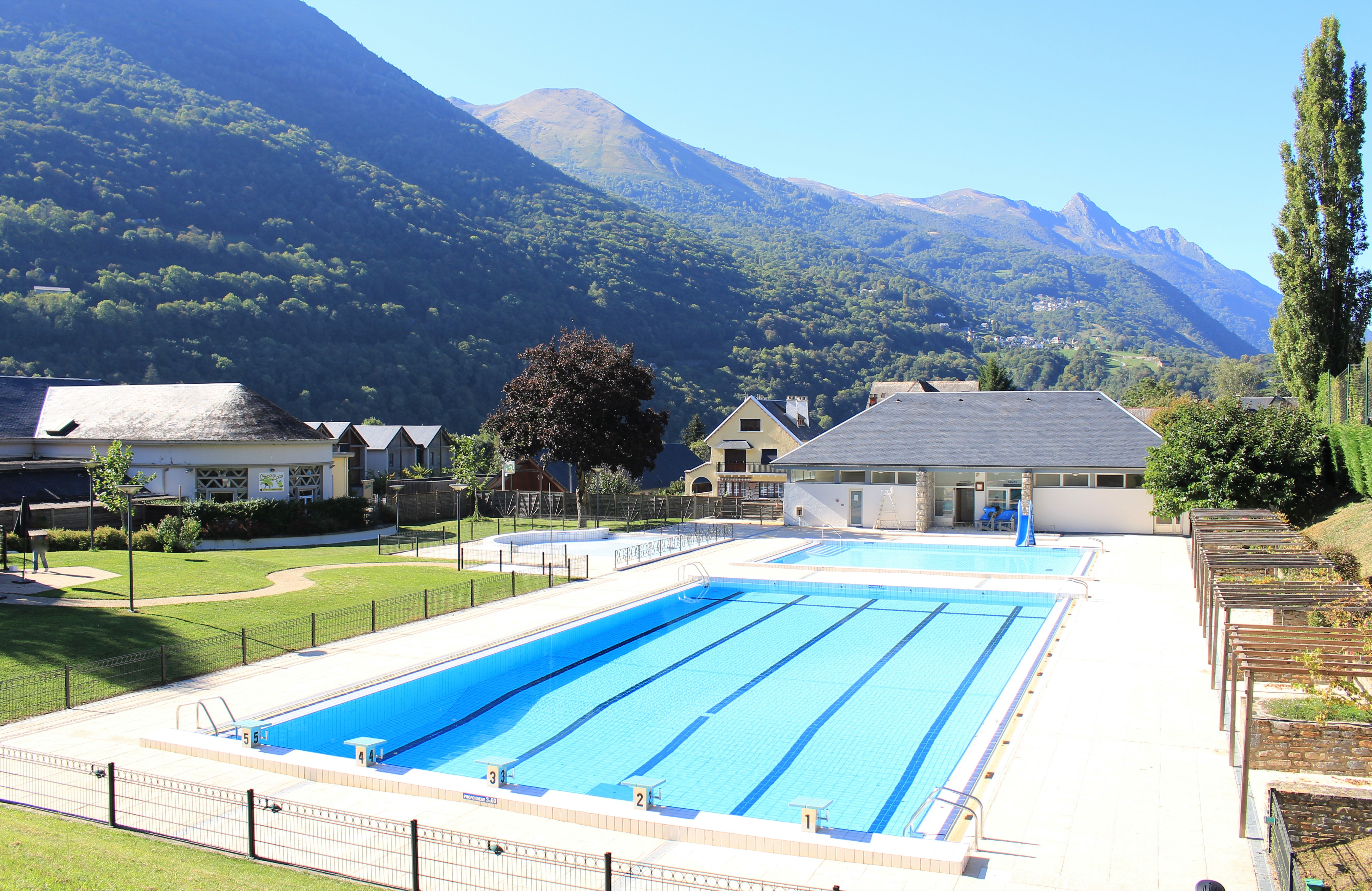
La piscine en 2023.

Le village de Luz-Saint-Sauveur est le point de départ pour de nombreuses randonnées car il se trouve au carrefour de plusieurs vallées : la vallée de Luz, la vallée de Barèges et la vallée de Gavarnie. En voiture, Barèges est à une vingtaine de minutes et Gavarnie environ à une demi-heure, permettant de visiter la zone du Néouvielle du côté de Barèges ou d'aller randonner dans les cirques de Gavarnie et de Troumouse. En été, Cauterets est accessible via Pierrefitte-Nestalas en moins d'une heure.
De nombreuses randonnées sont également possibles sans trop s'éloigner du village : lac de Bastampe, pic de Viscos, lacs d'Ardiden, pic d'Ardiden.

### Autres

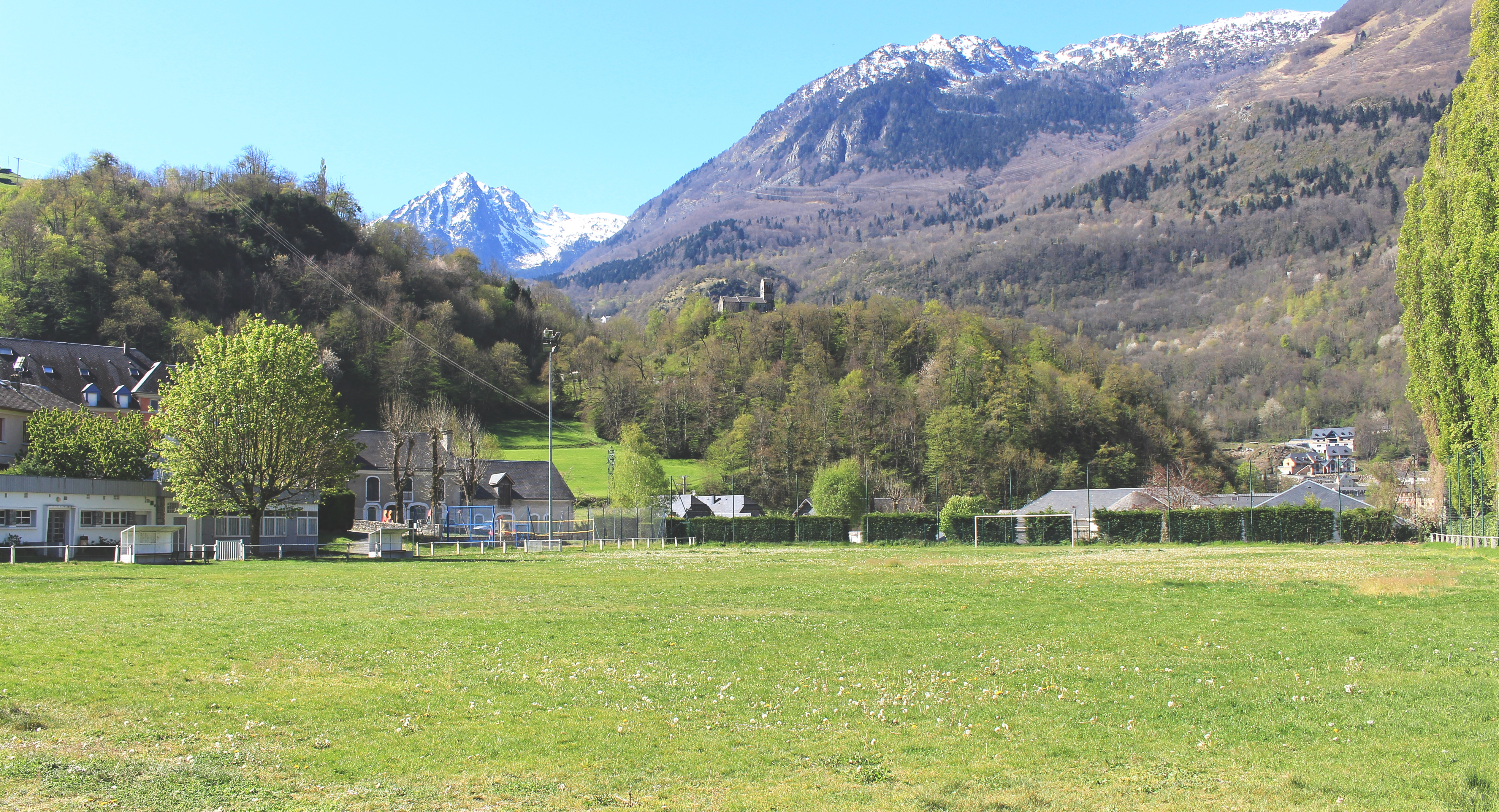
Le stade de football en 2021.

De nombreux sports peuvent être pratiqués grâce aux installations de la ville : 
- Parc accrobranche « En chêne et frêne » ;
- Saut à l'élastique depuis le pont Napoléon ;
- Piscine municipale (non couverte) ;
- Tennis : plusieurs courts en terre battue ; un tournoi ouvert à tous est organisé tous les étés ;
- Mur d'escalade à Saint-Sauveur ;
- Via ferrata « Pont Napoléon », installée sur le rocher soutenant le pilier gauche du pont.

## Culture locale et patrimoine
- Tous les étés, au mois de juillet, a lieu le festival Jazz à Luz[52] qui, en complément des concerts officiels se déploie dans tous les bars de la ville. Cet événement intéresse beaucoup de touristes venant de différents pays (essentiellement espagnols mais il est possible de croiser des anglais).
- La radio Fréquence Luz[53] a été créée en novembre 2000 sur une initiative conjointe de la mairie et de la Maison de la vallée, c'est une radio de catégorie A non commerciale et de type associatif. Elle est labellisée Radio du Pays des Vallées des Gaves et émet aussi à Cauterets et dans les vallées d'Argelès, Lourdes et d'Azun.
- Né dans le pays Toy en 1888, « l'Orphéon » a marqué au fil des années de son empreinte la tradition de la région : tous originaires du village, ses 29 artistes interprètent le plus souvent en patois en France et à l'étranger les chants montagnards et traditionnels[54]. Nombre de représentations ont eu lieu en 2008 pour célébrer les 120 ans de cette chorale, et en particulier une messe exceptionnelle le 9 novembre 2008 en l'église de Gèdre[55], en la présence de Mgr Lacrampe, archevêque de Besançon. Un nouveau CD a également été produit en 2009, et le journal de 13 h de TF1 leur a consacré un reportage de quelques minutes le 5 janvier 2009[56].

Travail de mémoire intergénérationnelle avec les scolaires.

### Lieux et monuments

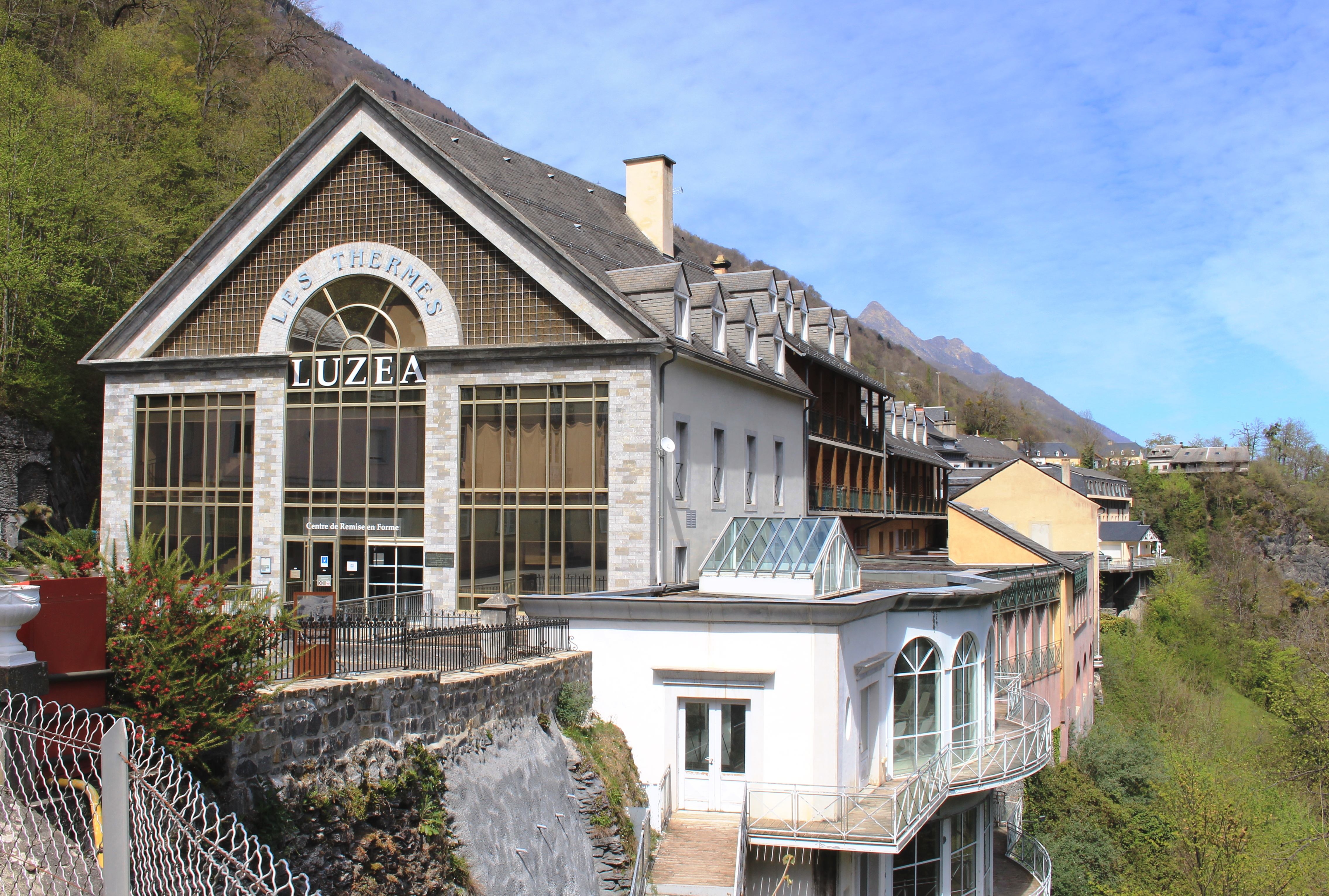
Thermes.

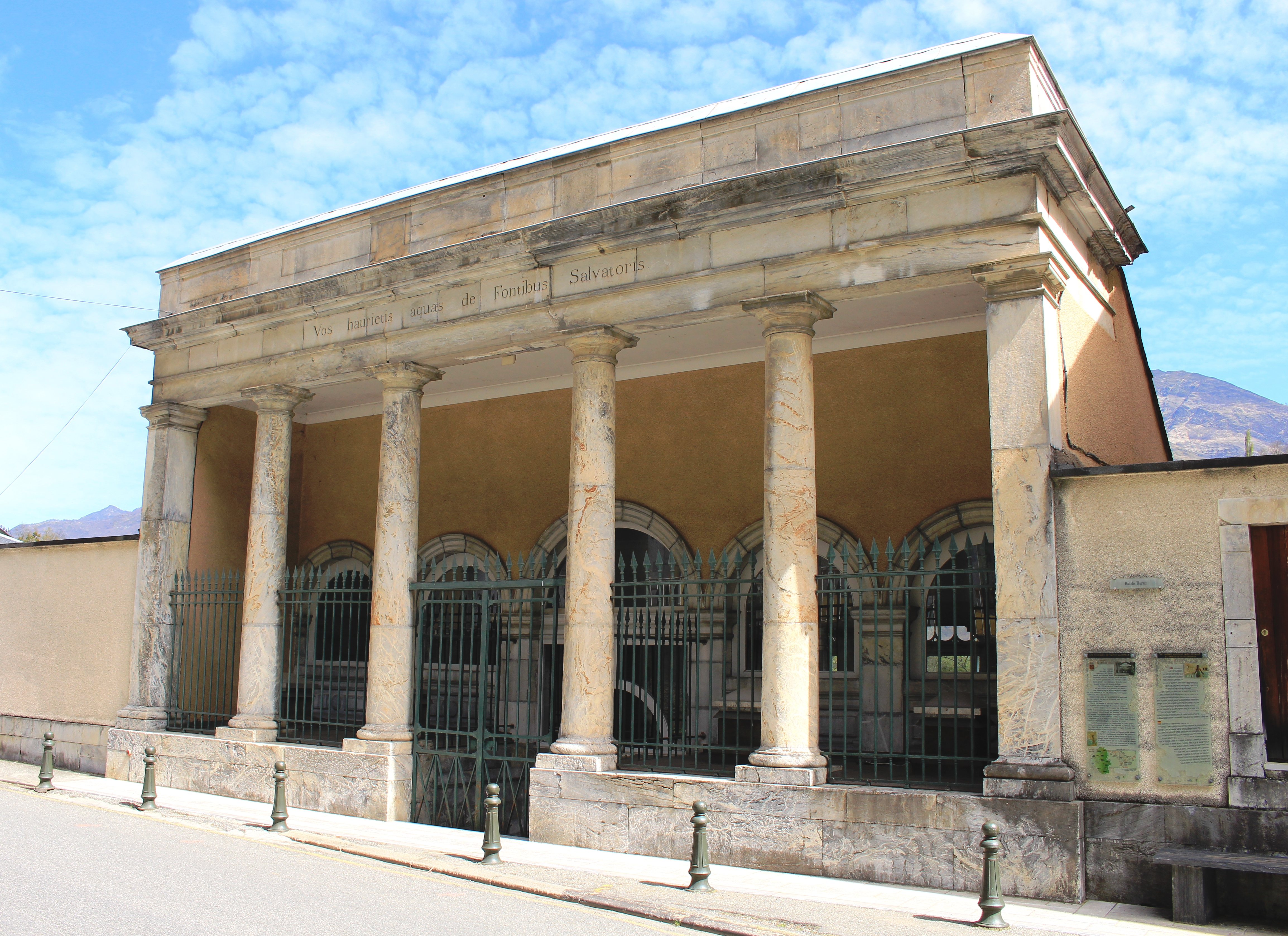
Ancien thermes.

- Colonne de la duchesse de Berry
- Colonne de la duchesse d'Angoulême
- Colonne Napoléon
- Monument de Solférino

Sélection de vues des monuments
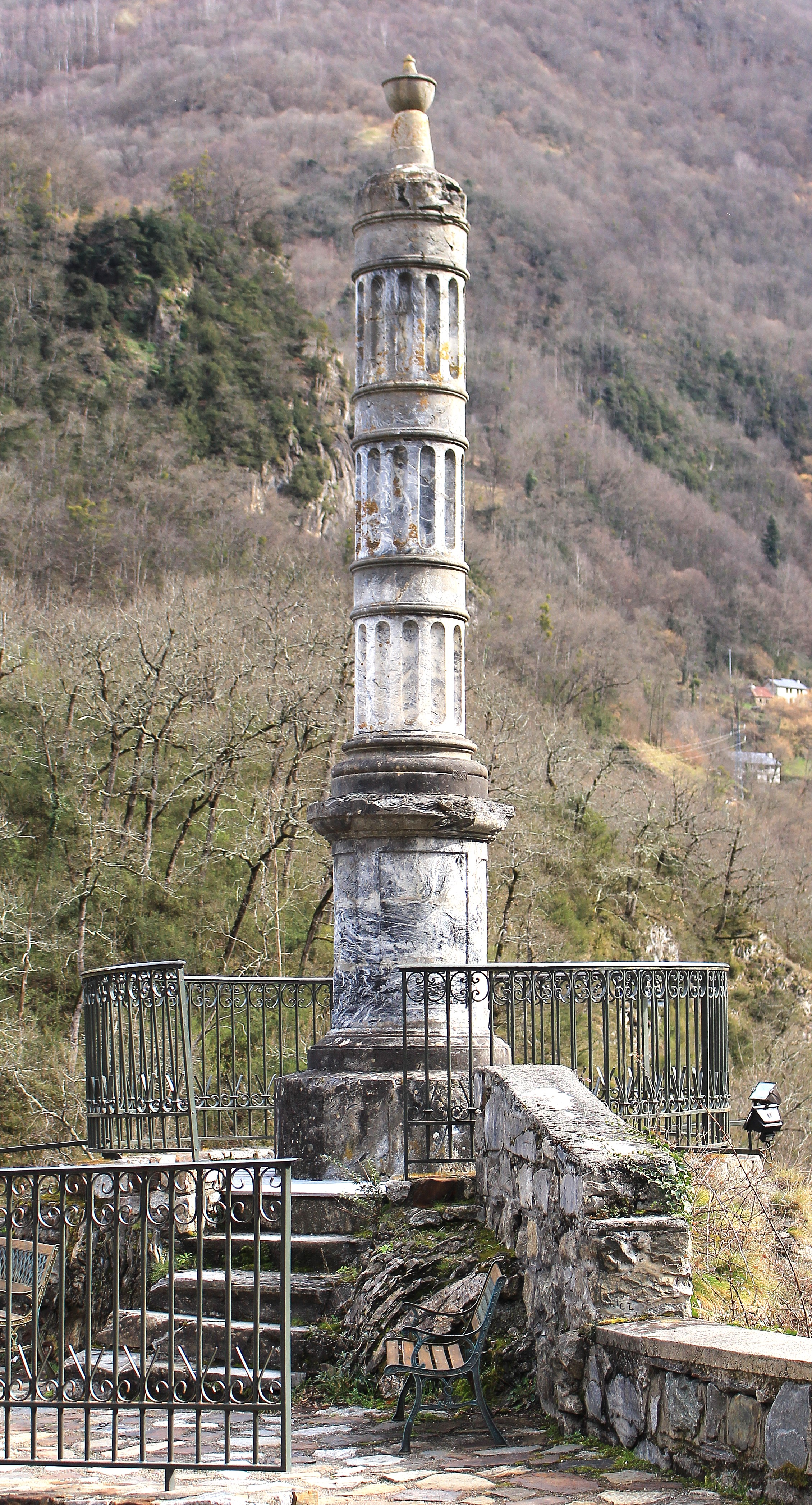
Colonne de la duchesse de Berry.
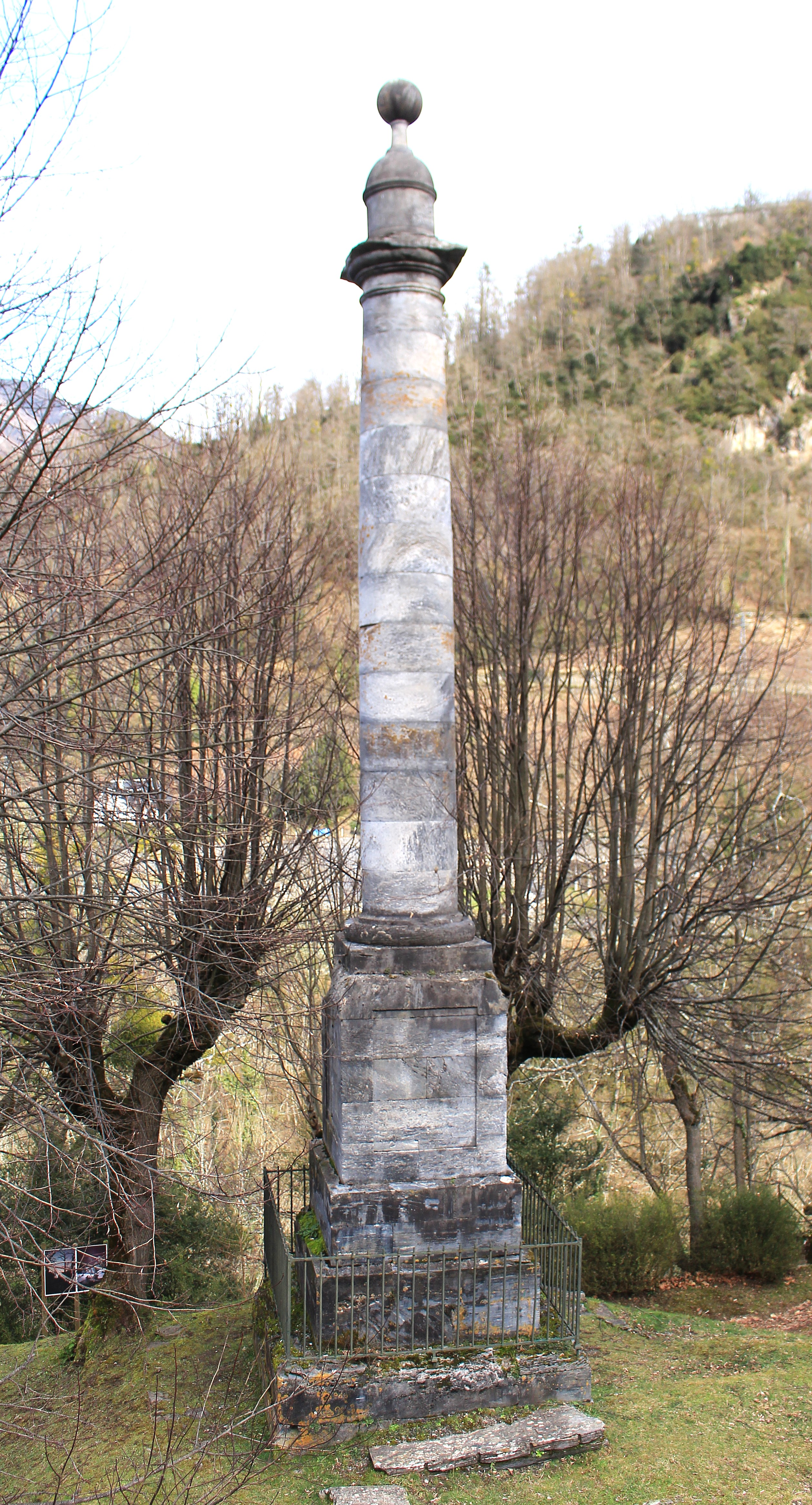
Colonne de la duchesse d'Angoulême.
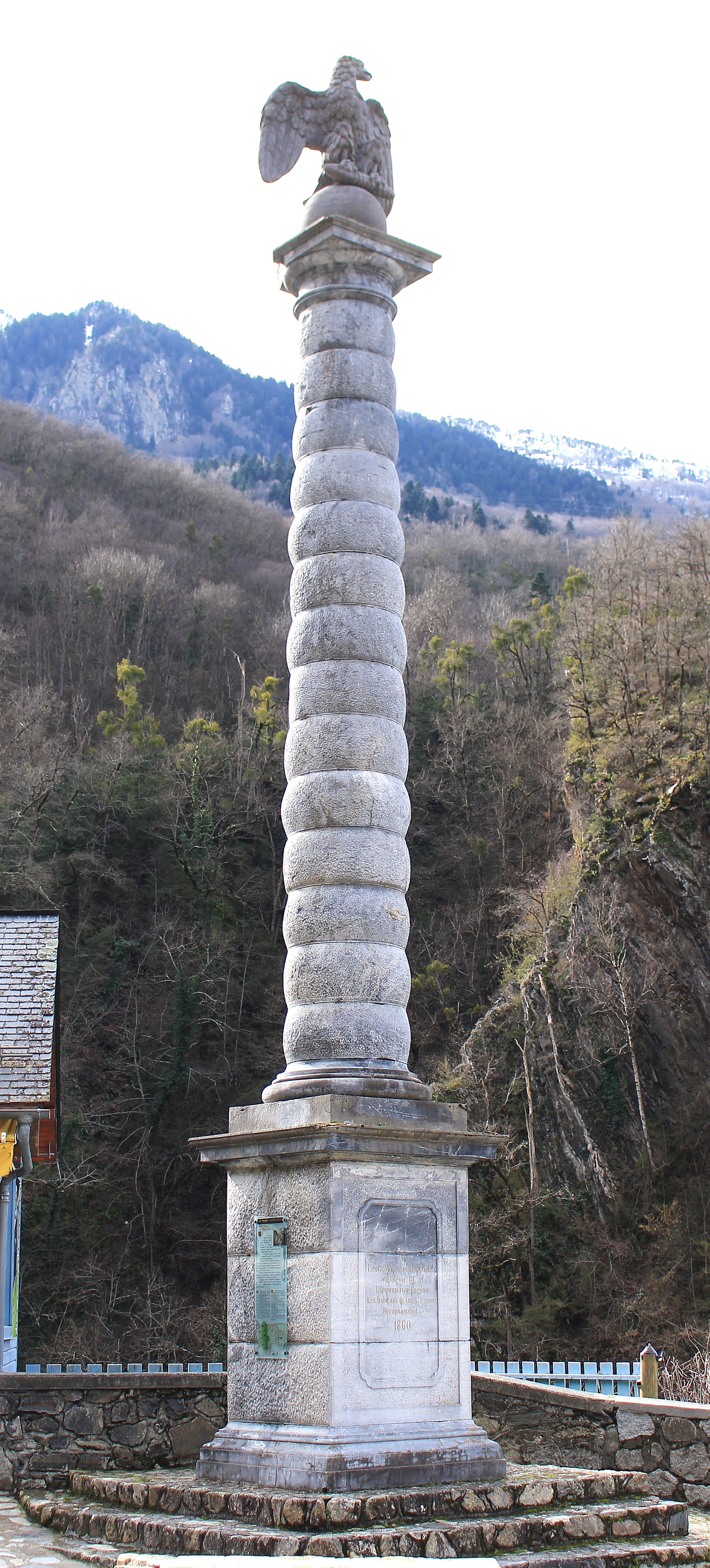
Colonne Napoléon.
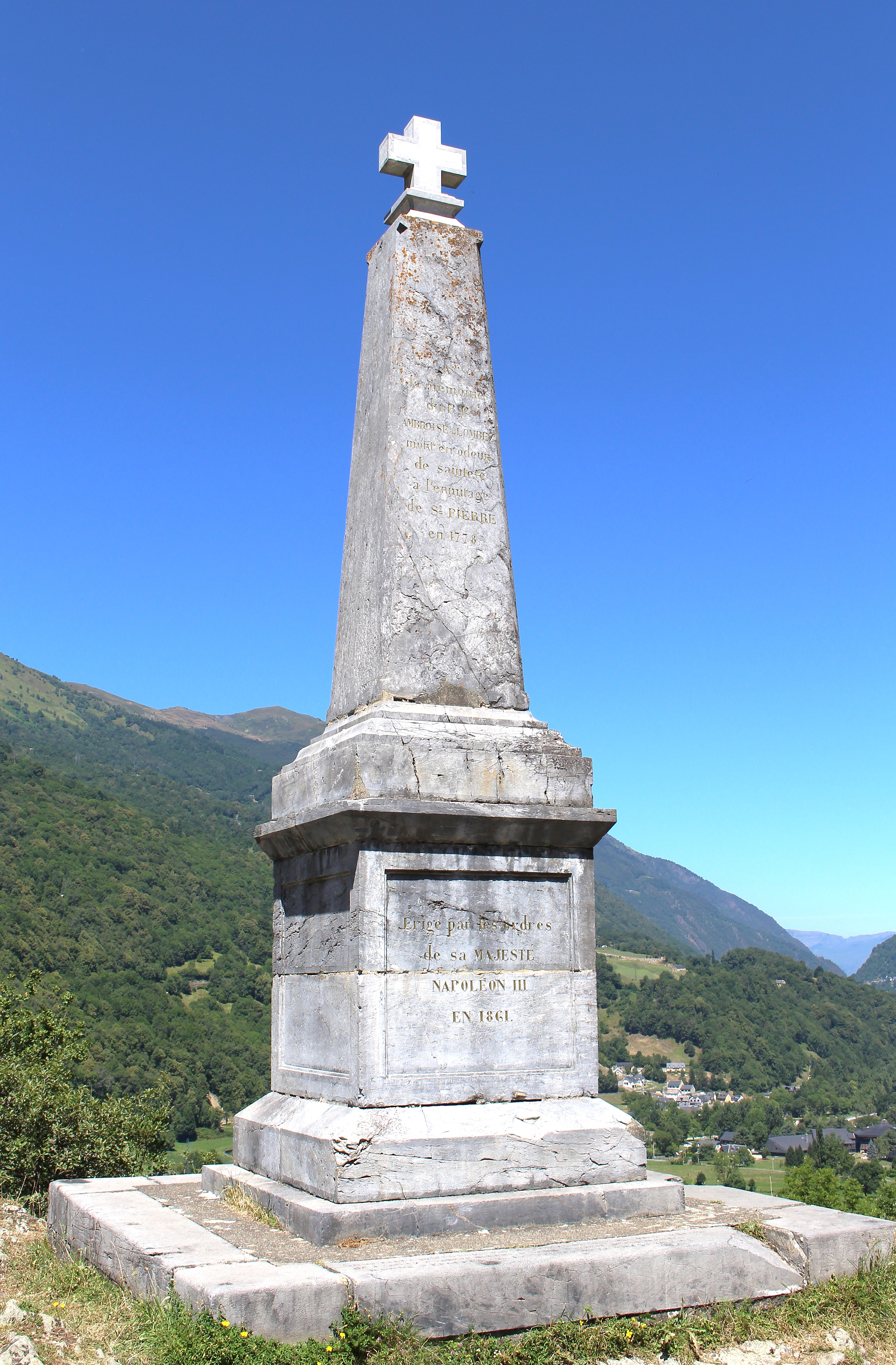
Monument de Solférino.

#### Édifices religieux

##### Chapelle de Solférino de Luz-Saint-Sauveur
Cette chapelle avec sa tour byzantine a été reconstruite en 1859 sur les ordres de l'empereur Napoléon III, sur les ruines de l'antique chapelle Saint-Pierre dont la construction remontait aux temps où saint Jacques évangélisait le Nord de l'Espagne. Pendant longtemps, son prêtre y bénissait les troupeaux au départ vers les hauts pâturages de la montagne.

##### Autres église et chapelles
- Église Saint-Joseph de Saint-Sauveur.
- Chapelle de la maison de retraite de Luz-Saint-Sauveur.
- Chapelle Notre-Dame-de-la-Pitié de Villenave.
- Chapelle Sainte-Barbe de Luz-Saint-Sauveur.

Sélection de vues des édifices religieux
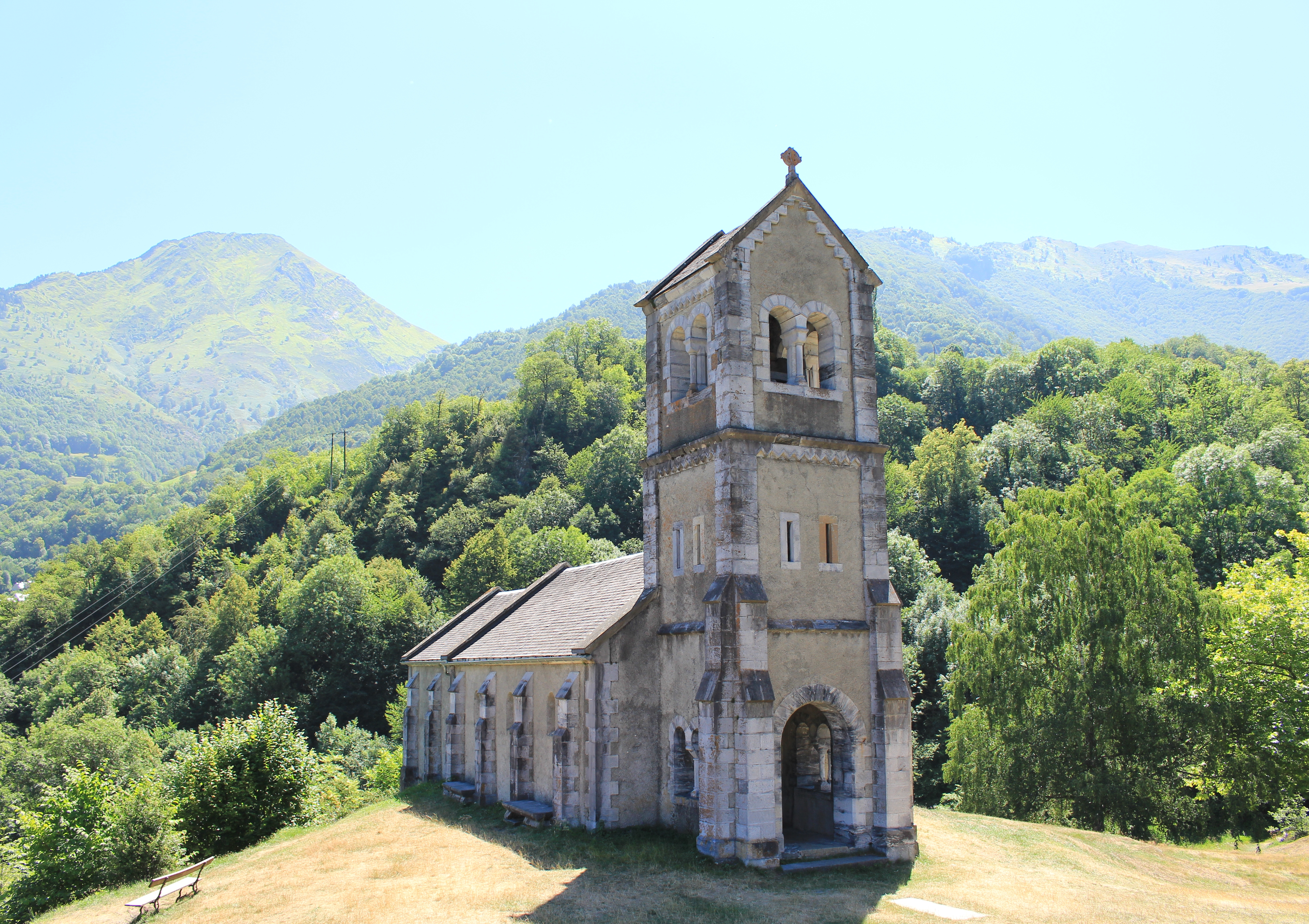
Chapelle de Solférino de Luz-Saint-Sauveur
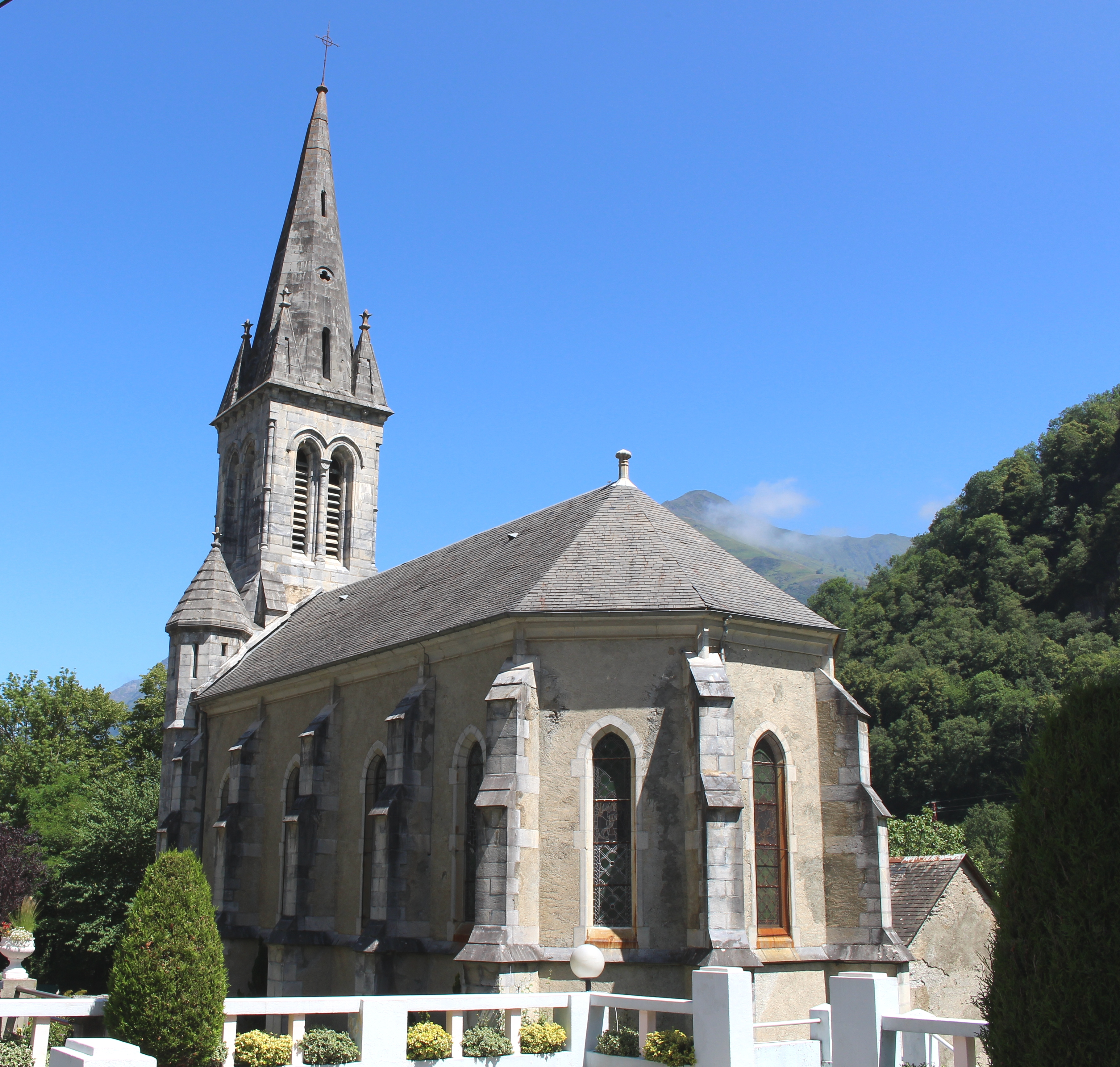
Église Saint-Joseph de Saint-Sauveur
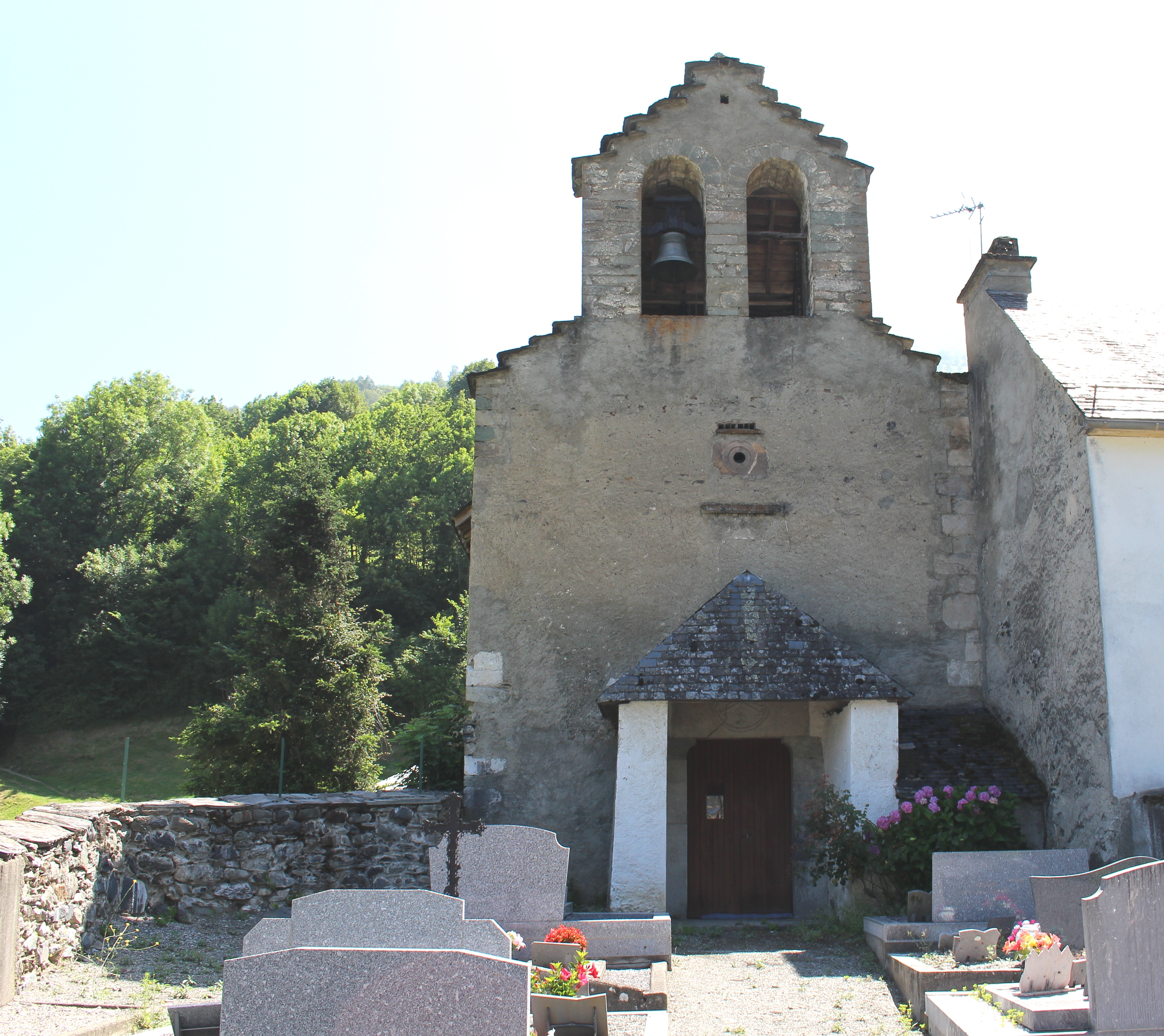
Chapelle Notre-Dame-de-la-Pitié de Villenave.
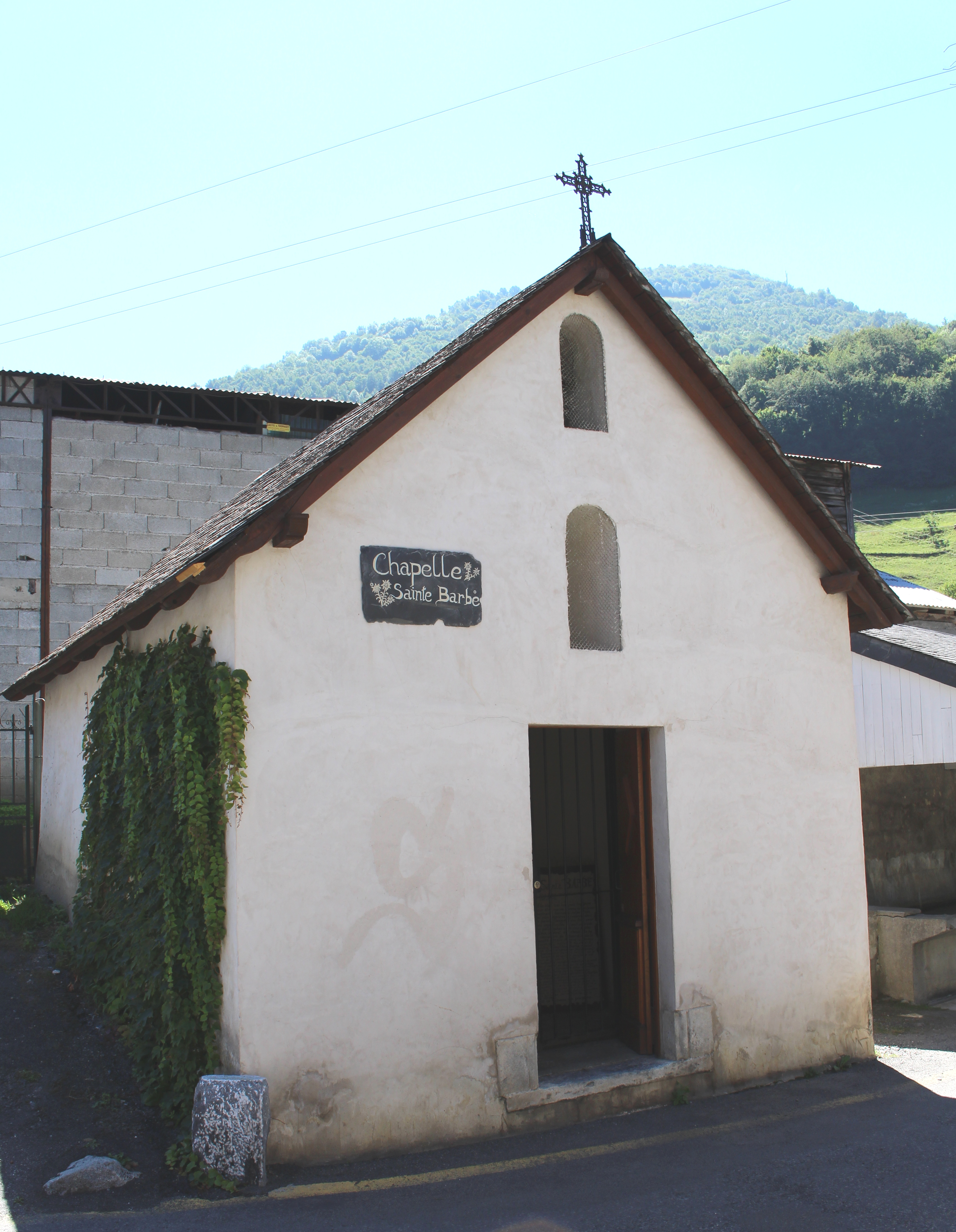
Chapelle Sainte-Barbe de Luz-Saint-Sauveur

#### Édifices publics

##### Pont Napoléon

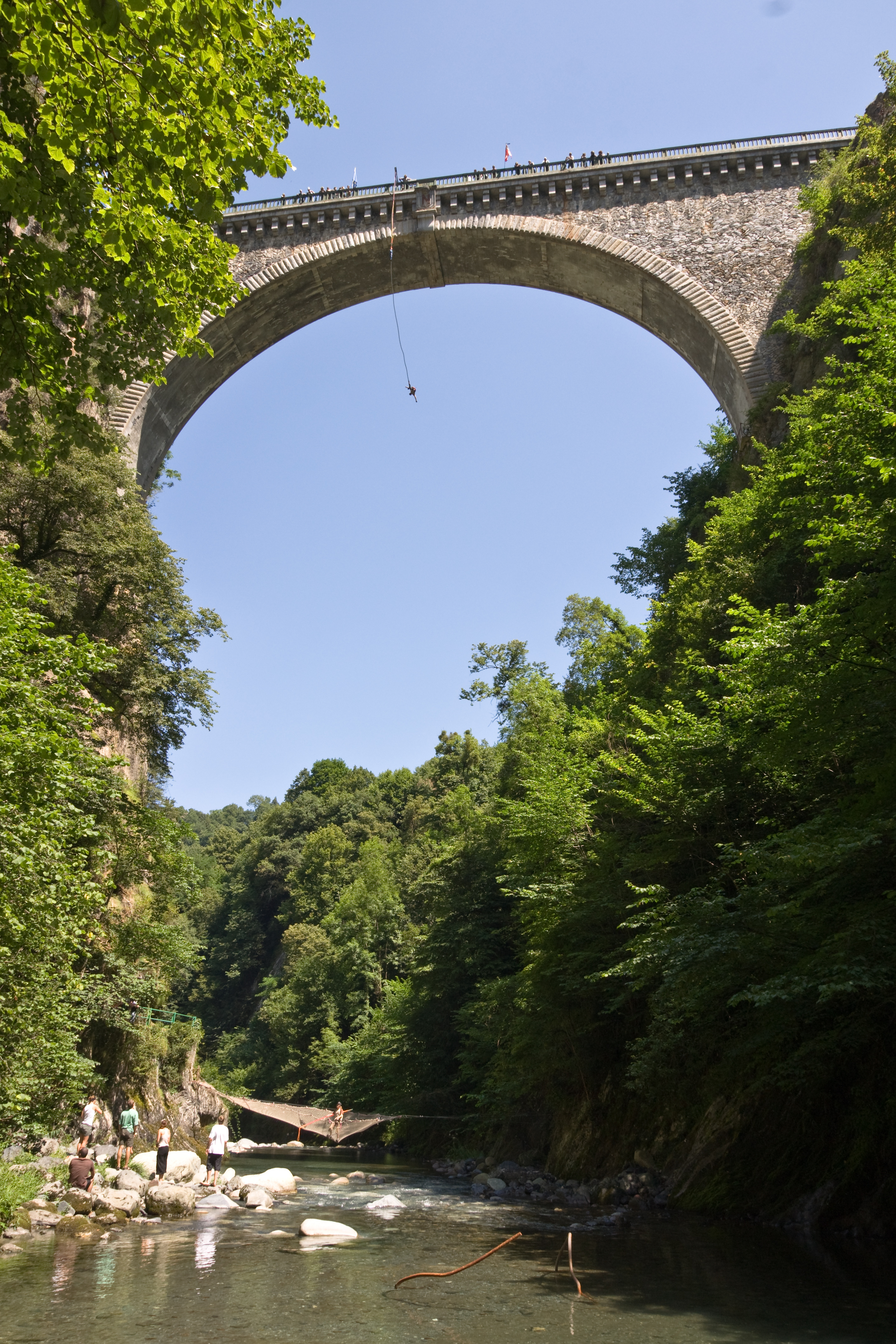
Le pont Napoléon.

Napoléon III s'éprit des Pyrénées et fit plusieurs séjours de cure en compagnie de l'impératrice Eugénie. Sa grande œuvre à Saint-Sauveur sera la concrétisation d'une idée qui lui est chère : relier, grâce à un pont, les deux rives du gave de Gavarnie. D'abord « américain », puis en « fil de fer », on se décidera finalement pour un pont en pierre d'une seule arche. Commencés immédiatement, sous la houlette de M. Bruniquel, ingénieur des Ponts et Chaussées, les travaux dureront deux ans et seront terminés en juin 1861. Le tablier du pont a 68 mètres de longueur, et est situé à 63 m au-dessus du gave. L'arc qui le soutient a 42 m de diamètre. La voûte repose directement sur les rochers à pic qui bordent le gave. La hauteur du niveau de l'eau à la naissance de la voûte est de 40 m ; elle est de 63 m à la clé de voûte et de 65 m au niveau du pont.
Pour perpétuer le souvenir du séjour de l'Empereur et de ses bienfaits, la Commission syndicale de la vallée de Barèges fit élever une colonne de 12 m de hauteur, surmontée d'un aigle colossal, à l'extrémité orientale du pont. La colonne, formée de 14 anneaux, est en pierre de Lourdes. L'aigle fut fait à la marbrerie de Bagnères. La hauteur totale, aigle compris, est de 14 m. La colonne porte l'inscription : « A leurs Majestés impériales Napoléon III et l'Impératrice Eugénie, les habitants de LUZ St SAUVEUR reconnaissants ».
Le pont sera livré à la circulation en 1861 et Napoléon III reviendra le contempler en septembre 1863.

##### Autres ponts sur le gave de Gavarnie
Ils ont été souvent détruits par les inondations mais systématiquement reconstruits ; le pont de la Hiélandière (fileuse) fut surmonté d'un petit obélisque en 1809 avec cette inscription « la vallée de Barège à la Reine Hortense ».

##### Thermes de Saint-Sauveur

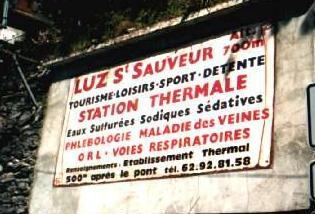
Ancien panneau signalétique des thermes sur la route nationale.

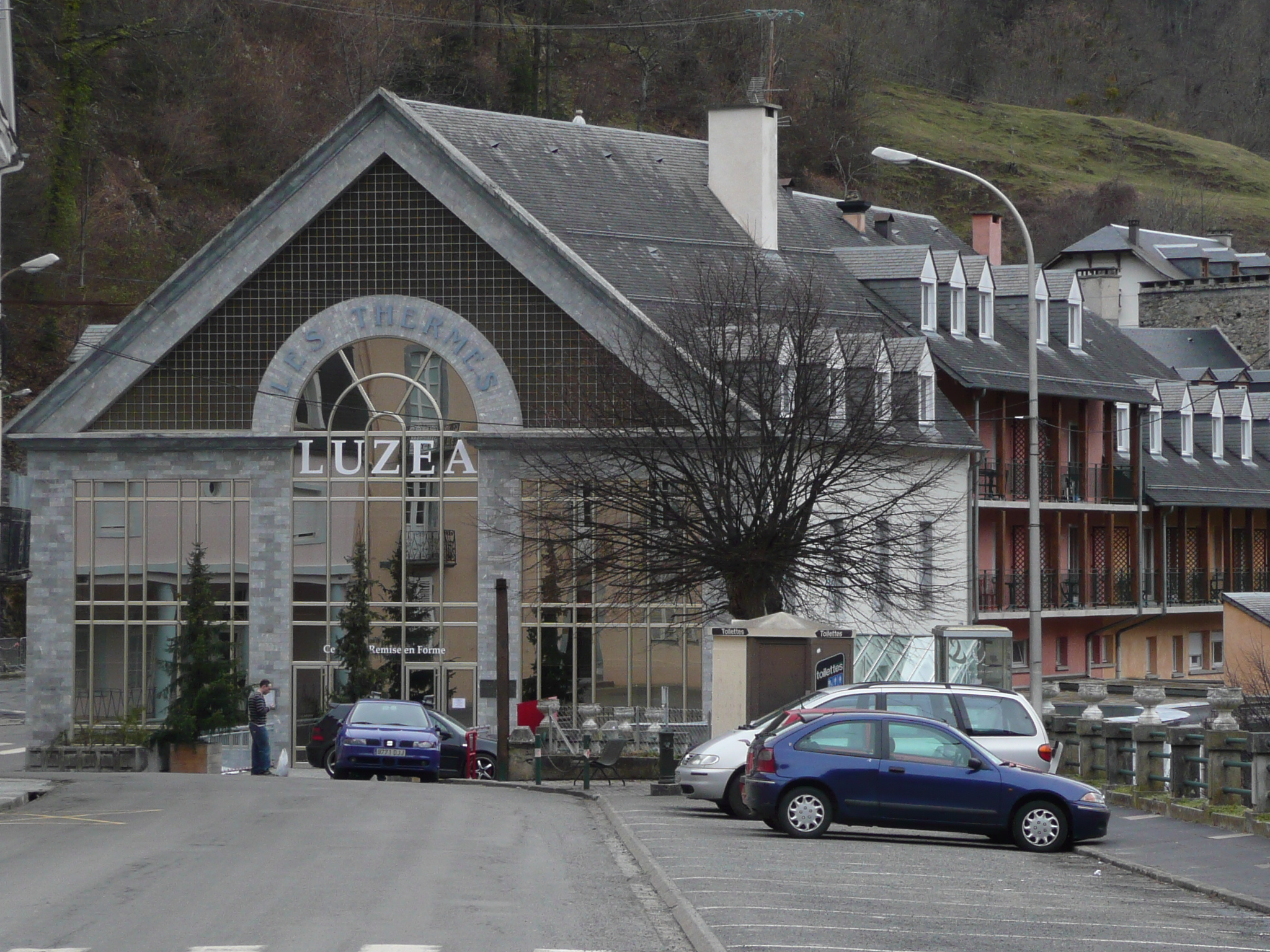
Les thermes.

Exploités depuis le XVIe siècle, très fréquentés par la haute société au XIXe siècle pour des séjours de cures (duchesse d'Angoulême et de Berry, Impératrice Eugénie, aristocrates anglais), les thermes de Saint-Sauveur sont recommandés encore aujourd'hui pour les affections gynécologiques, en phlébologie et ORL grâce à leur eau thermale à la température naturelle de 33° riche en gaz rares, sels minéraux et soufre. Ils ont été entièrement rénovés en 1995 et pourvus d'un espace de remise en forme ouvert été comme hiver. En 2004, celui-ci s’est étoffé d’un spa en balcon sur le gave de Gavarnie et d’un hammam en pierre.
Les thermes sont inscrits au titre des monuments historiques depuis le 9 octobre 1975.

packed
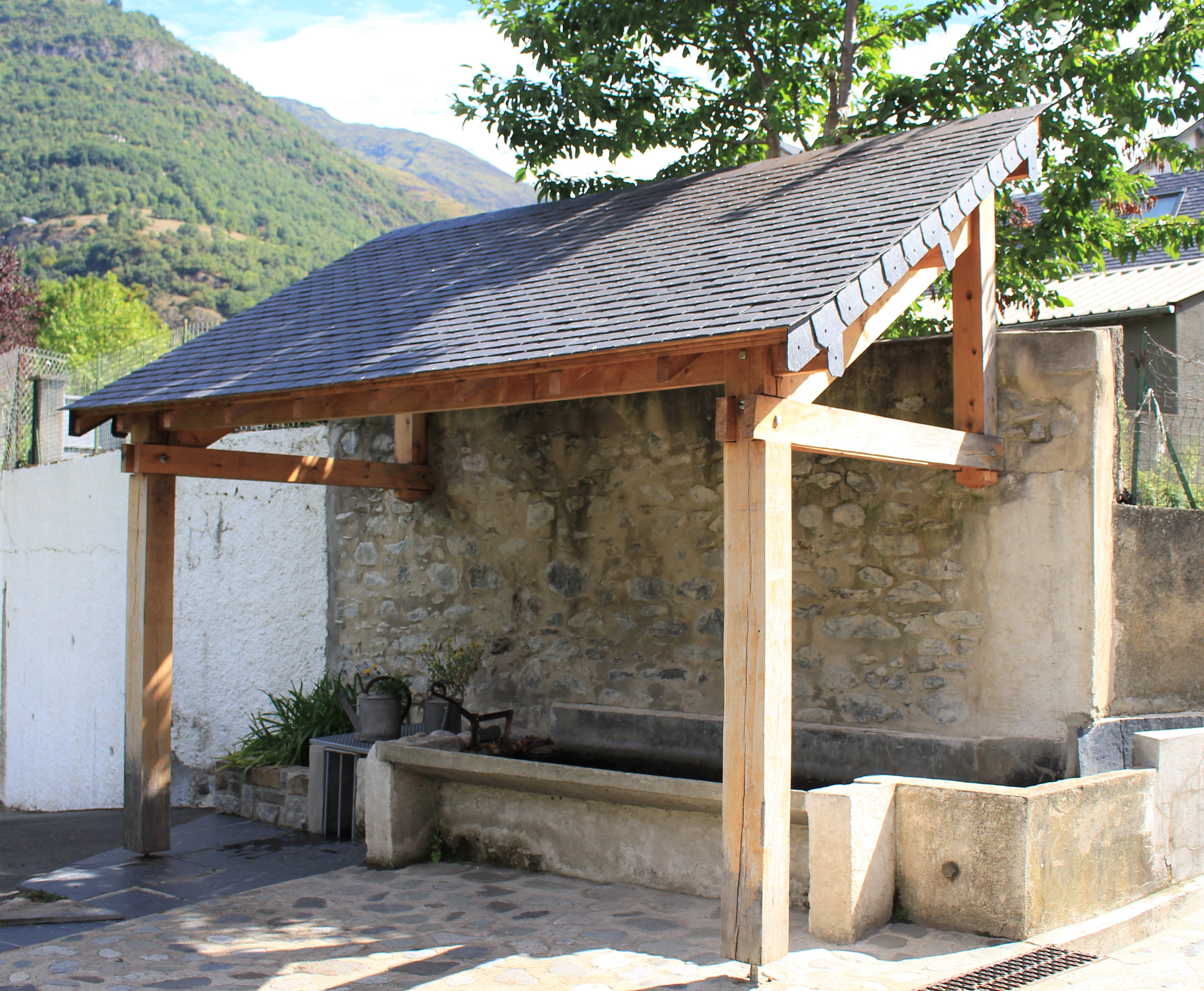
Le lavoir du stade.
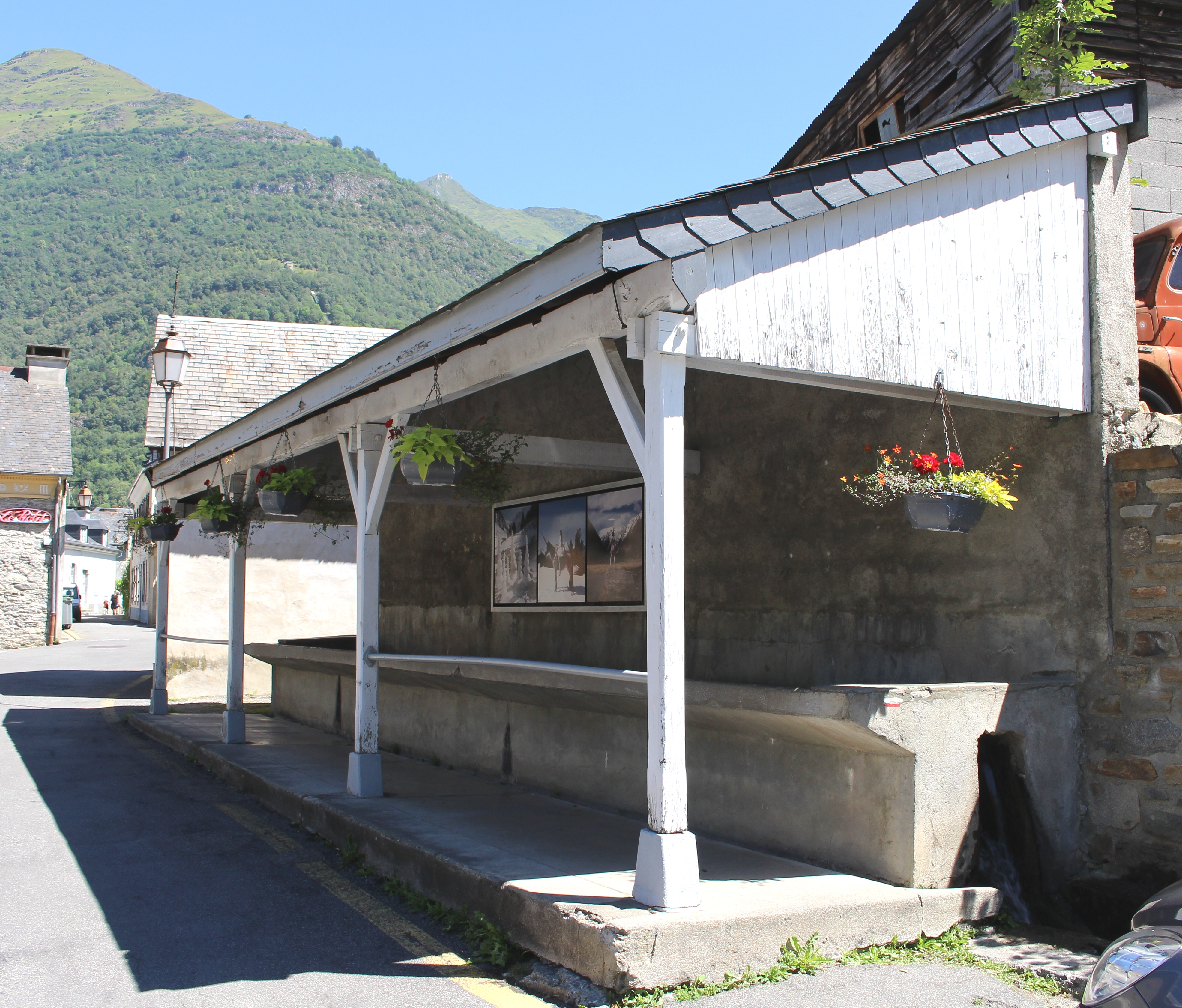
Le lavoir de la chapelle.
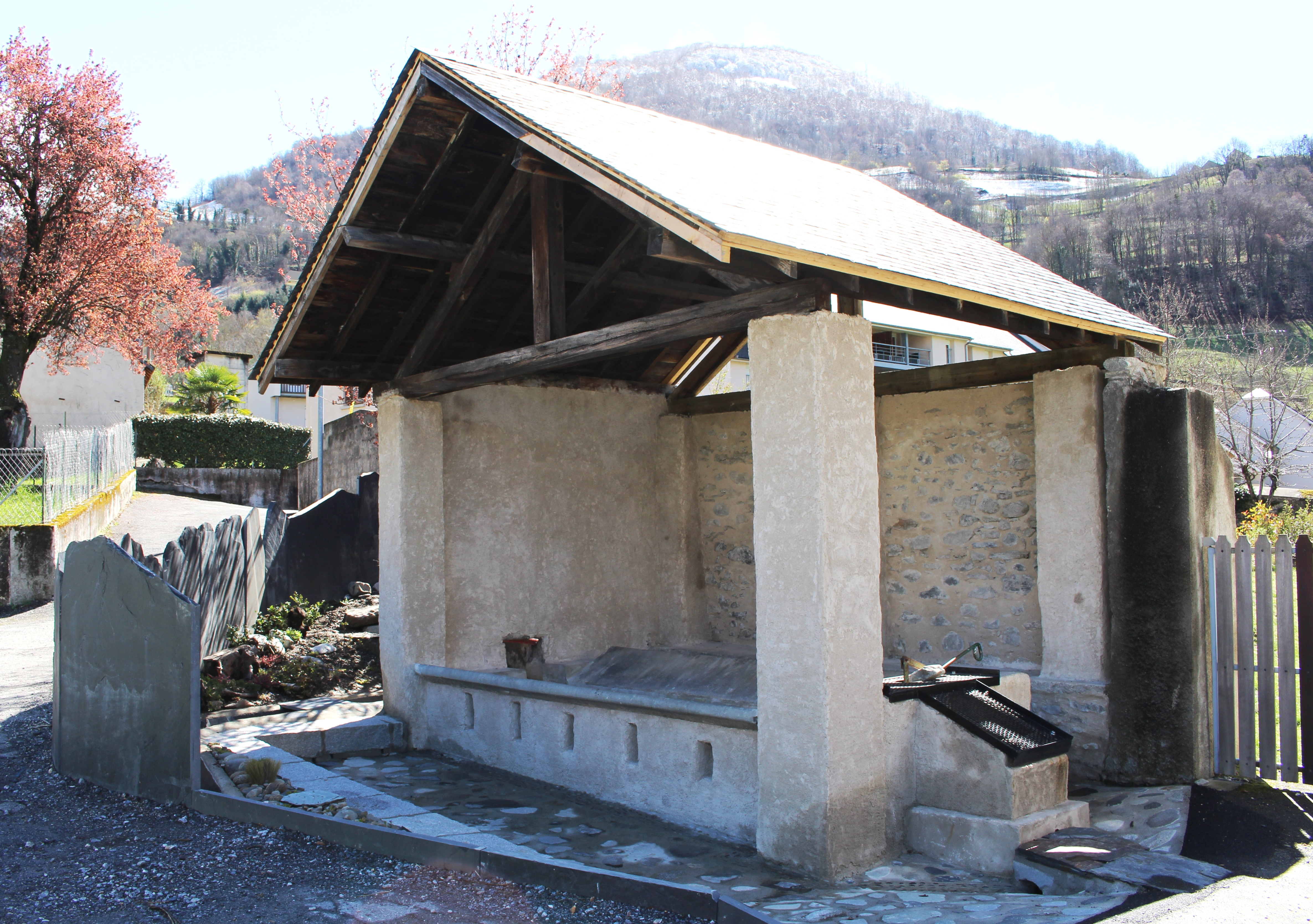
Le lavoir de Calihour.
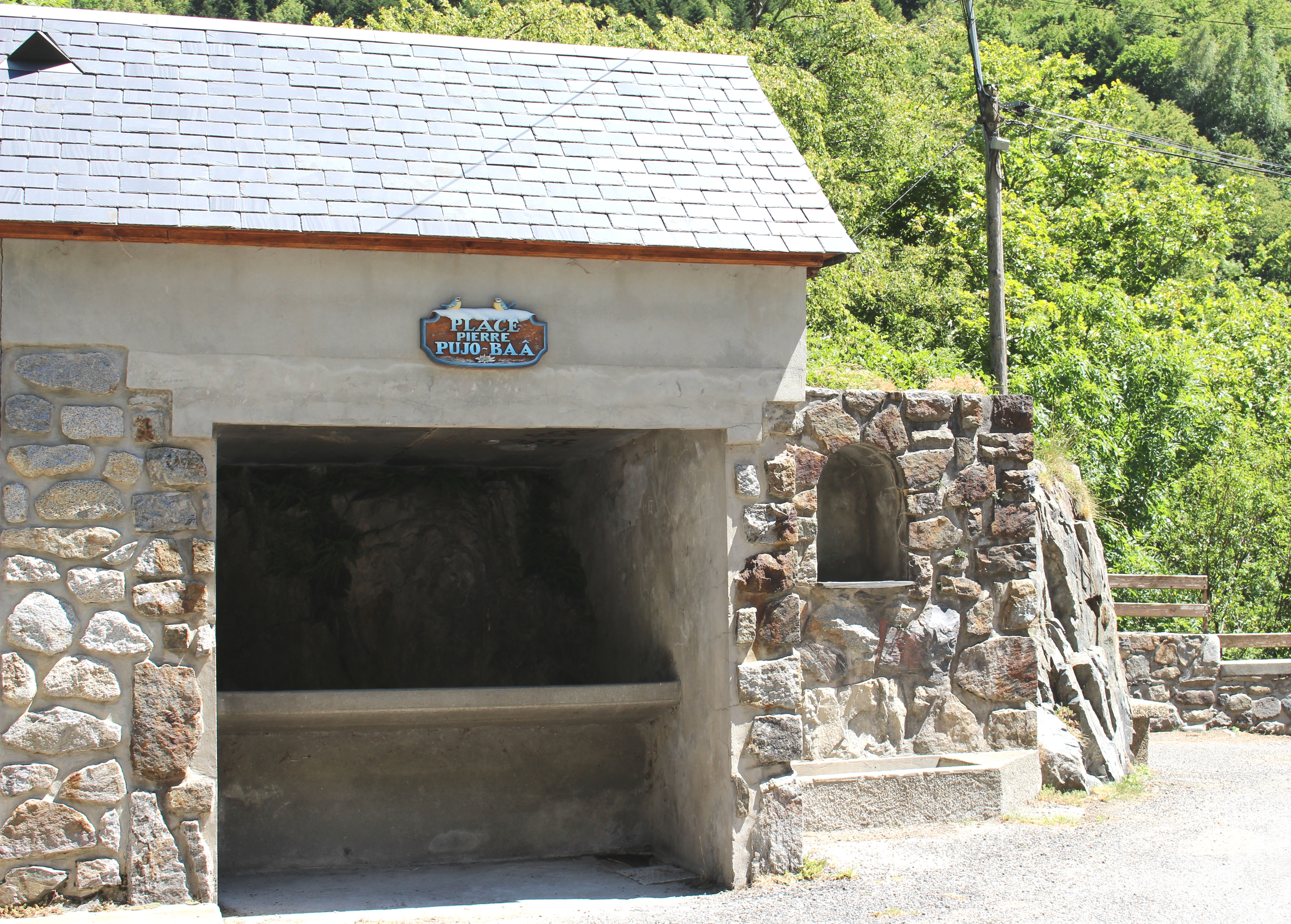
Le lavoir de Sia.
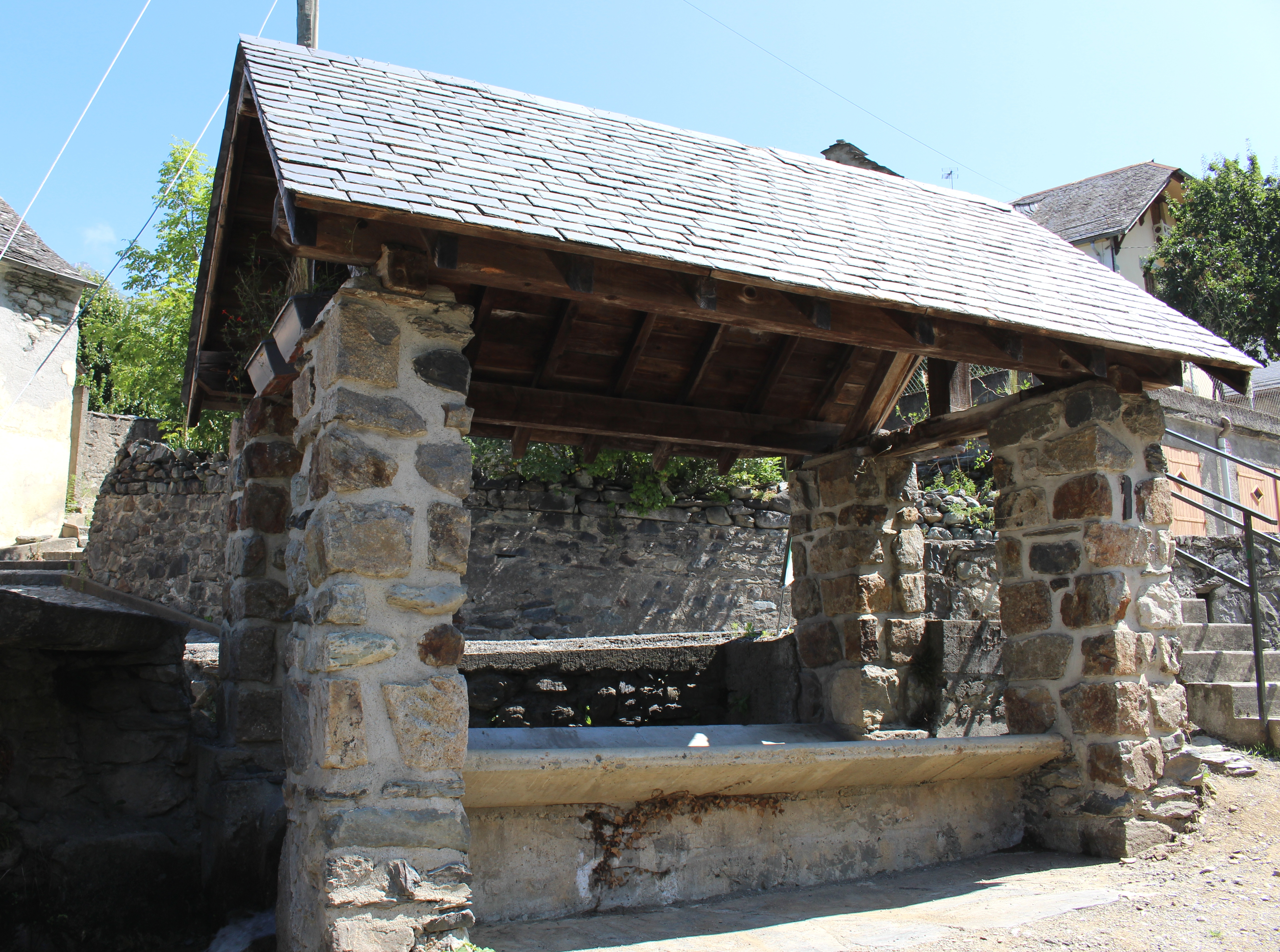
Le lavoir de Villenave.
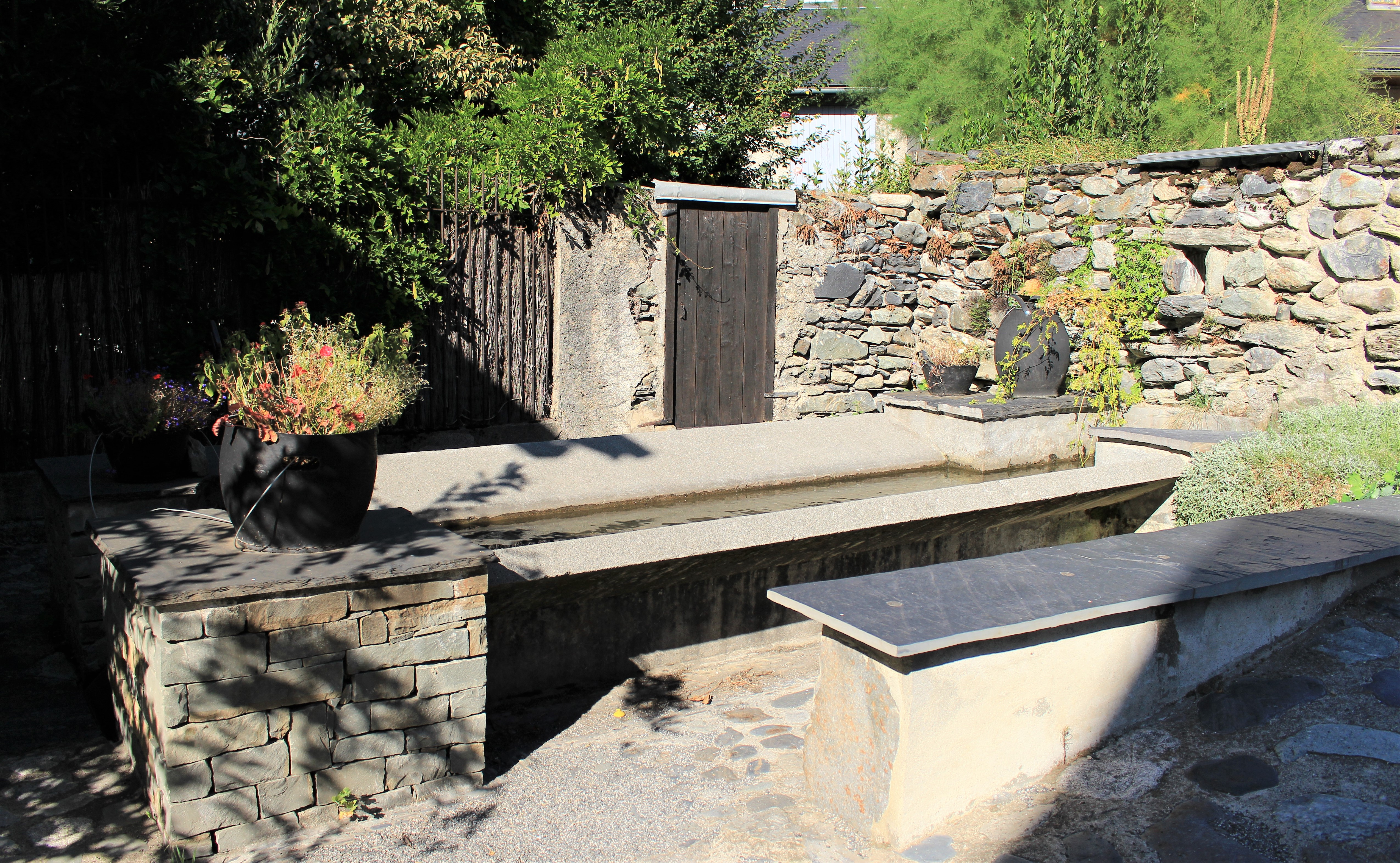
Le lavoir de la maison du Parc.

##### Mairie

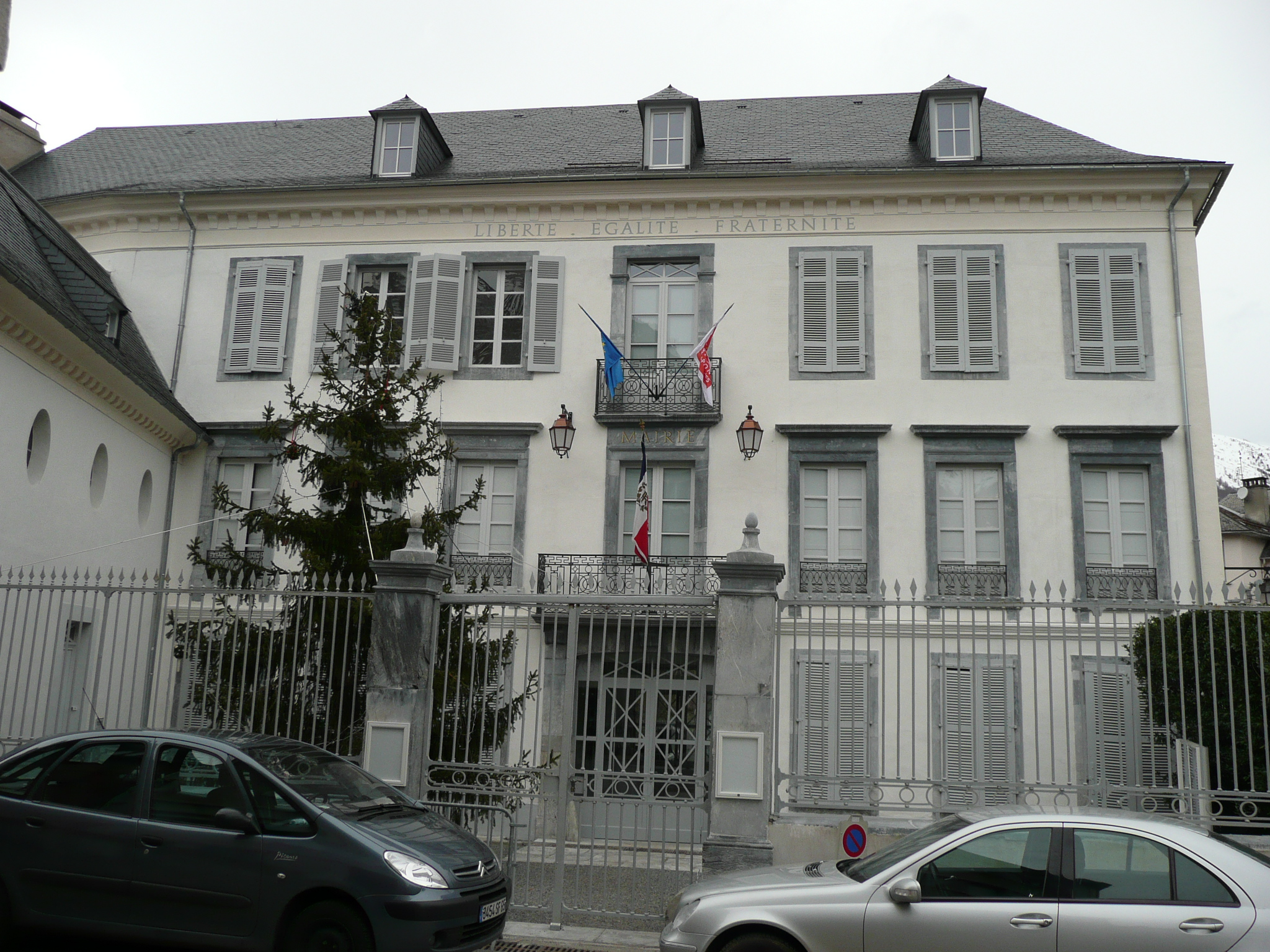
La mairie.

La nouvelle mairie, ancienne maison « Poque » a été inaugurée en novembre 2008. Quatre ouvriers travaillant à sa rénovation avaient découvert en juillet 2007 un trésor estimé à environ 80 000 euros et qui daterait de Napoléon III.
La maison Poque-Gradet s'ouvrait par une porte cochère sur la place du Marché. Le domaine lui-même descendait jusqu'au gave. Un jardin et un immense potager entouraient la maison et les 17 mulets de la propriété transportaient alors vers l'Espagne le sel de Salies-du-Salat. En 1828, Pierre Gradet fit construire une nouvelle aile, parallèle à la rue de la poste, confiant les travaux qui dureront deux ans à Jean Beylou, tailleur de pierres à Luz. Il y accueillera des pyrénéistes prestigieux : l'anglais Hamilton, Lady Chatterton (en), d'autres encore. Joseph, le fils, prêtera son salon, le plus vaste de la vallée, à Napoléon III et à ses ministres pour des réunions concernant les grands travaux décidés par l'Empereur (pont Napoléon, chapelle Solférino…). Il s'y tiendra même un conseil des Ministres. Suzanne Poque, la dernière héritière, fit don du domaine à l'ordre des chevaliers de Malte.
Cette maison a été récemment rachetée par la mairie. Entièrement rénovée, elle accueille en son sein, outre les services municipaux, six logements saisonniers, le centre de loisirs enfants, des locaux pour le 3e âge ainsi que la salle du patrimoine de la commune. Le parc de la propriété sera utilisé comme théâtre de verdure pour diverses animations, notamment le festival de jazz. Il porte aujourd'hui le nom de « parc Claude Massoure » en souvenir du précédent maire disparu en 2005 dans des circonstances tragiques.
- Le Monument aux morts municipal œuvre de Firmin Michelet.

Sélection de vues diverses
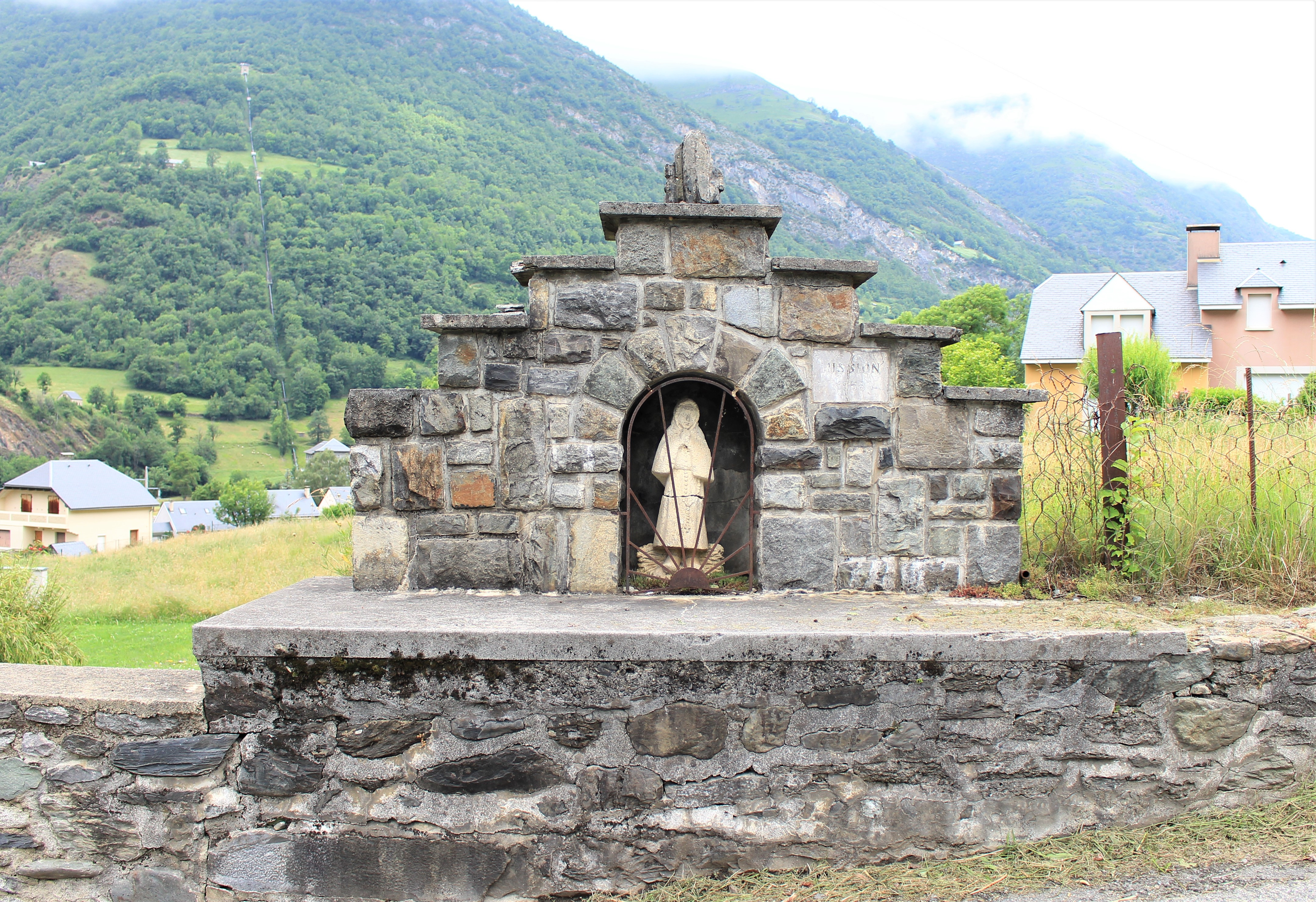
Oratoire.
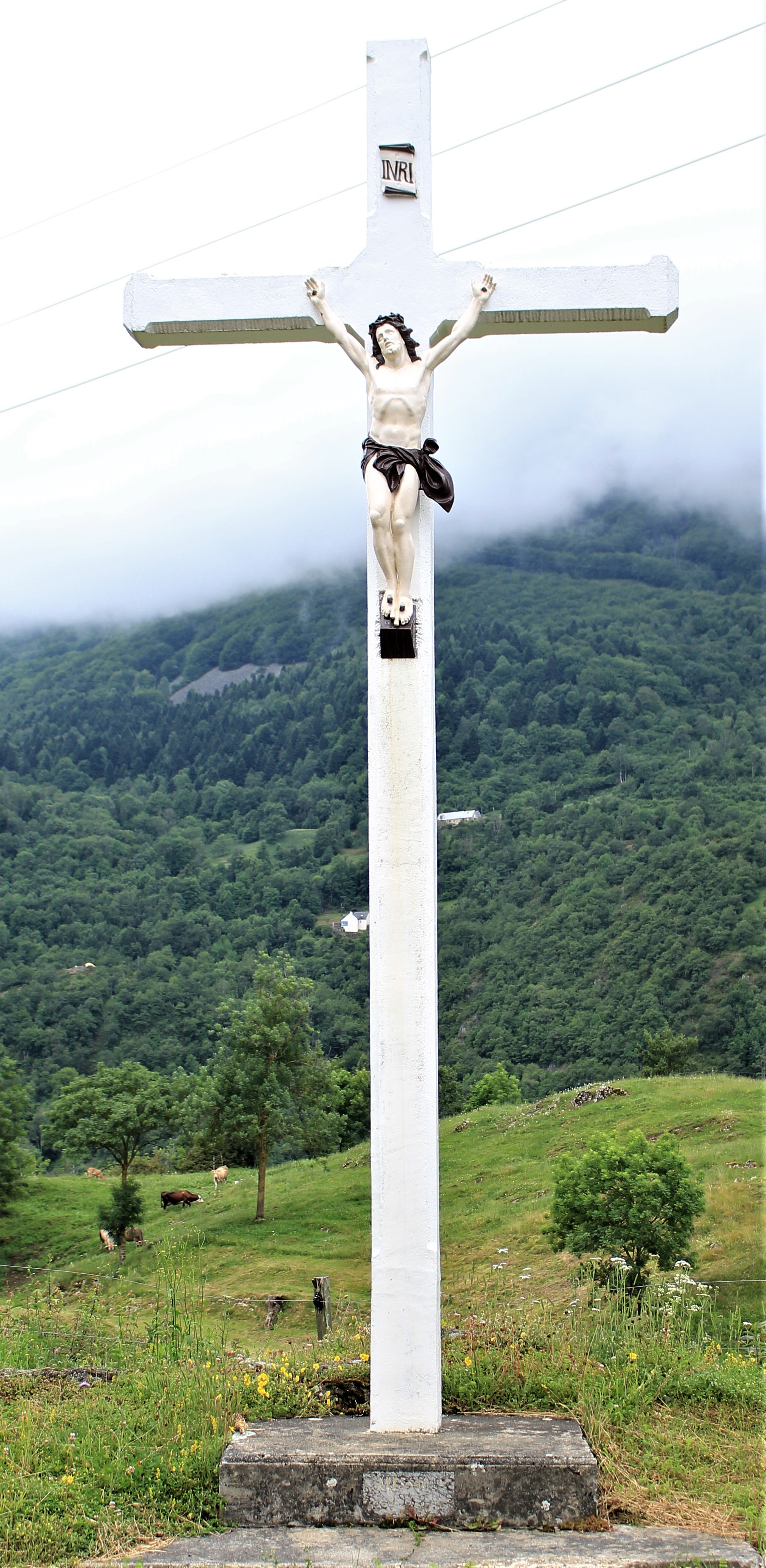
Une croix.

### Personnalités liées à la commune
- Jean Henri Baradère (1792-1839) : prêtre missionnaire de la congrégation du Saint Esprit est né à Luz.
- Christian Barnekow (1837-1913), compositeur danois, est né à Saint-Sauveur.
- Bernard Druène (1896-1991) : militaire au grade de colonel, mais aussi homme de culture et historien des Pyrénées, est né à Luz.
- Pierre Mounicq (1887-1964) : joueur de rugby à XV avec neuf sélections en équipe de France et champion de France en 1912, est né à Luz.

### Luz dans les Arts
- Hippolyte Taine (1828-1893) : le « voyage aux Pyrénées », 1858. Illustrations de Gustave Doré.
- Victor Hugo (1802-1885) a séjourné dans la vallée du 30 août au 1er septembre 1843. Il est descendu à Luz chez madame Souberbie. De sa chambre, l’écrivain a dessiné l’église de Luz et le château Sainte-Marie.
- De nombreux photographes ont immortalisé les Pyrénées, et en particulier Luz en raison de ses nombreux édifices architecturaux : ainsi le comte Henri de Lestrange (1853-1926), membre de la Société d'excursions des amateurs de photographie et de la Société française de photographie, administrateur de compagnies d'assurance et conseiller général de la Charente, Henri Heuzé (1851-1927), membre actif de la Société française d'archéologie (secrétaire général en 1919) ou Séraphin-Médéric Mieusement (1840-1905), photographe itinérant pour la Commission des monuments historiques qui souhaitait « dresser une liste définitive des édifices dont la conservation présente un véritable intérêt au point de vue de l’art ».

Le village a servi de cadre de l'émission télévisée Coup de foudre au prochain village diffusée sur TF1 en janvier 2013.

## Voir aussi

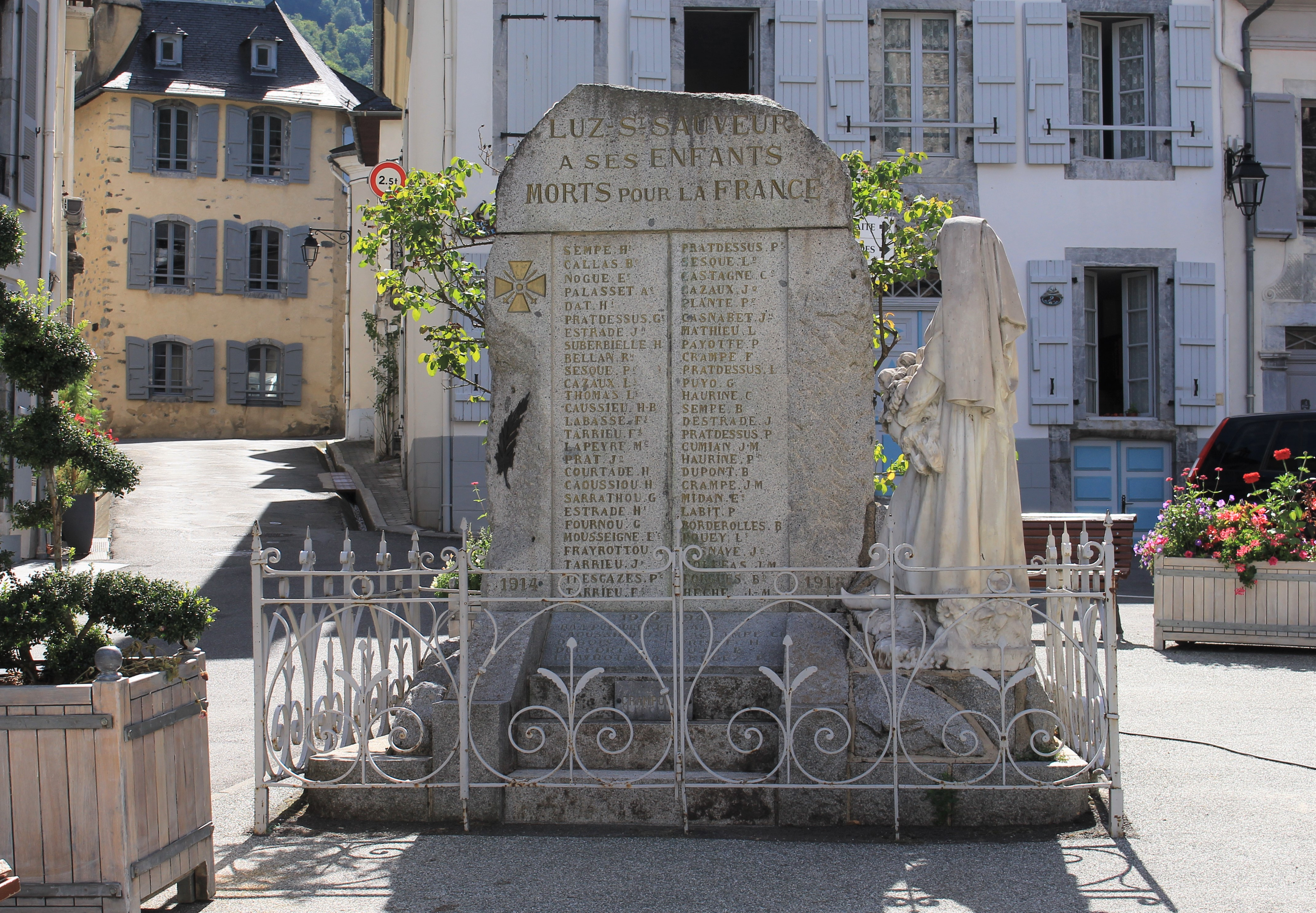
Le monument aux morts municipal.

### Héraldique
| Blason | Blasonnement : Tiercé en fasce de gueules, d'azur et de sinople, au peuplier arraché d'or brochant sur le tout, adextré d'une brebis contournée paissante d'argent et senestré d'une vache passante du même, posés sur la ligne de partition entre le 2 et les 3. Commentaires : ce blason est officiel (vérifié auprès de la mairie). |